# Державний музей мистецтв (Копенгаген)
Державний музей мистецтв (Копенгаген) (дан. Statens Museum for Kunst) — художній музей в столиці Данії. Іноді назву перекладають як Національна галерея Данії.

## Історія створення
Створенню музею передувала художня палата, котру мали данські королі. 1750 року німець Герхард Морелл, що обіймав посаду зберігача художньої палати,  запропонував королю Фредеріку V  створити картинну галерею, бажано не гіршу, ніж у сусідніх монархів. 
Король прийняв пропозицію і надав кошти на придбання картин. Серед перших надбань були твори голландських і фламандських майстрів. Найкращим надбанням галереї за часів Герхарда Морелла став твір італійського художника Андреа Мантенья «Христос-страстотерпець». Підвищенню рівня художнього життя в Копенгагені сприяло і заснування Королівської данської академії мистецтв 1754 року. Зростання мистецьких збірок не припинилось і у 19 ст., коли до галереї почали надходити і твори данських митців.

## Приміщення
Окреме приміщення для музею було вибудоване за проектом архітектора Вільгельма Дарелупа у 1889—1896 роках. Фасади створені у стилістиці італійського неоренесансу.
Споруда розташована у пейзажному парку. 1998 року з боку паркового фасаду була прибудована друга черга приміщень у стилі функціоналізм, котрі контрастували з історичною будівлею Вільгельма Дарелупа. Але новий корпус прихований за історичною будівлею і його спрощені форми трохи пом'якшують дерева парку і невеликий ставок. Неширокий проміжок між двома спорудами перекритий скляним дахом. Новоутворену галерею під скляним дахом використали як галерею скульптур. Частка вільного простору галереї використовується для концертів.
Поруч знаходяться Королівський сад замку Розенборг та Ботанічний сад Копенгагенського університету.

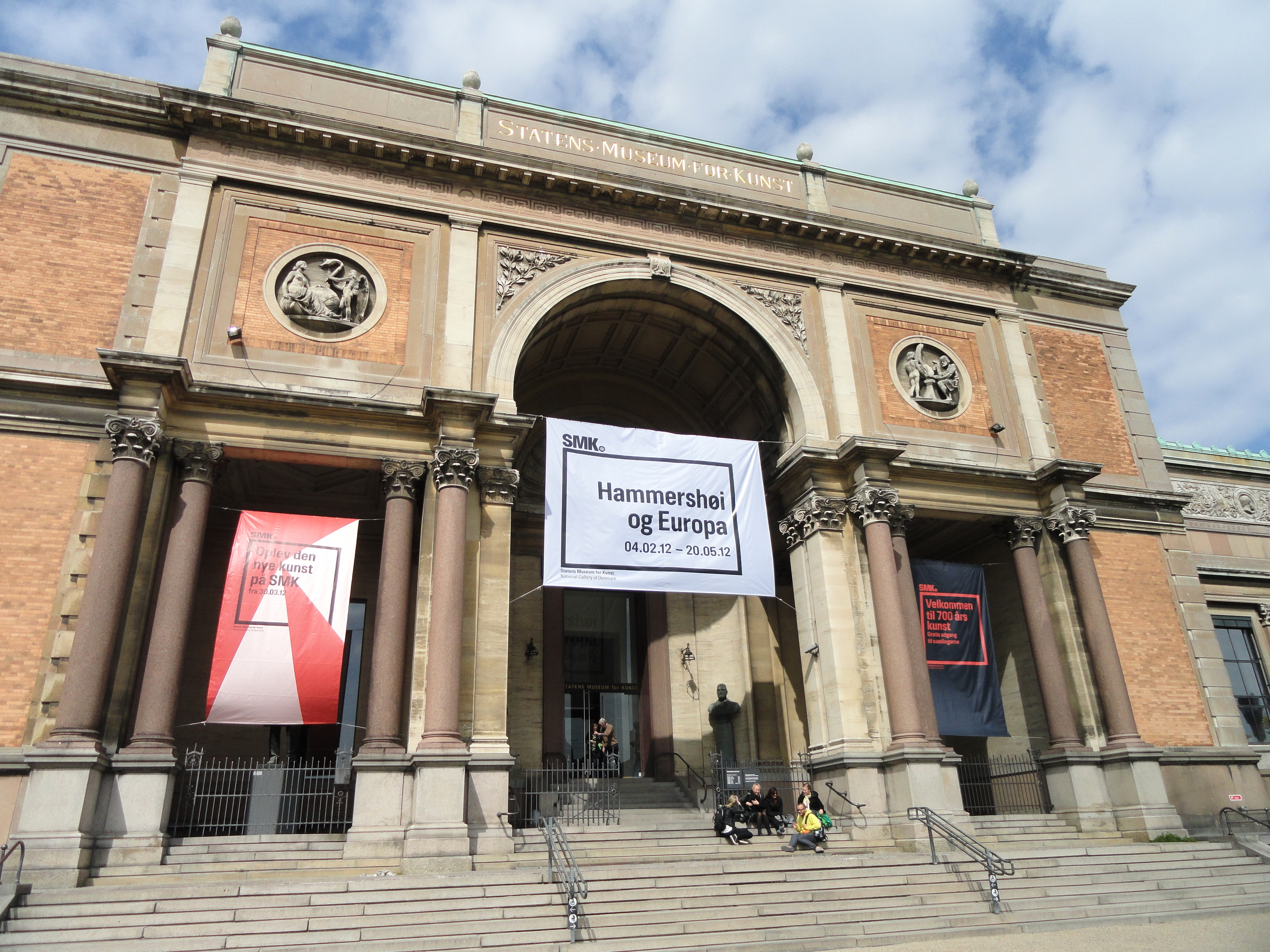
Головний вхід.
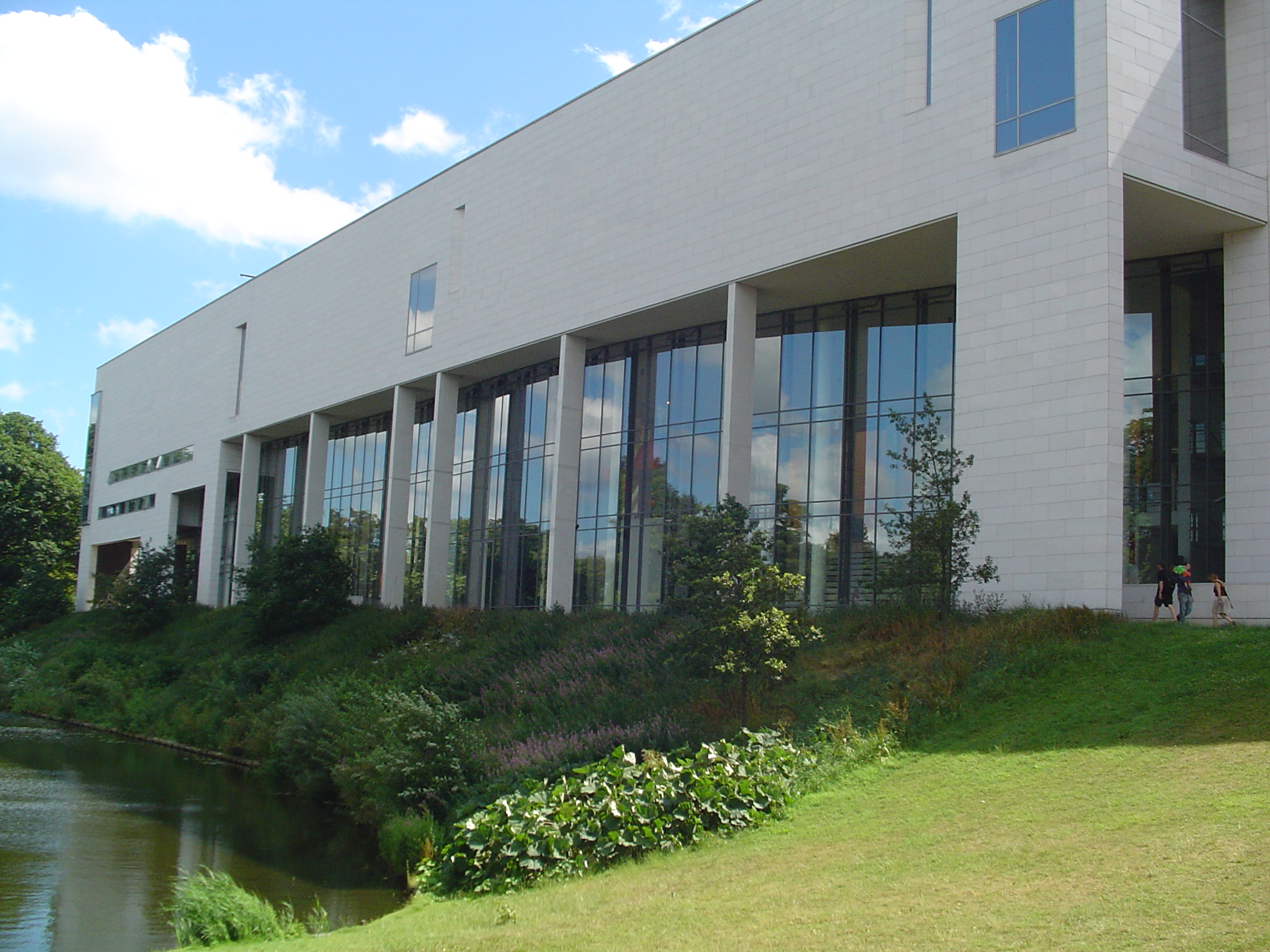
Прибудова з боку парку біля ставка, фото 2006 року.
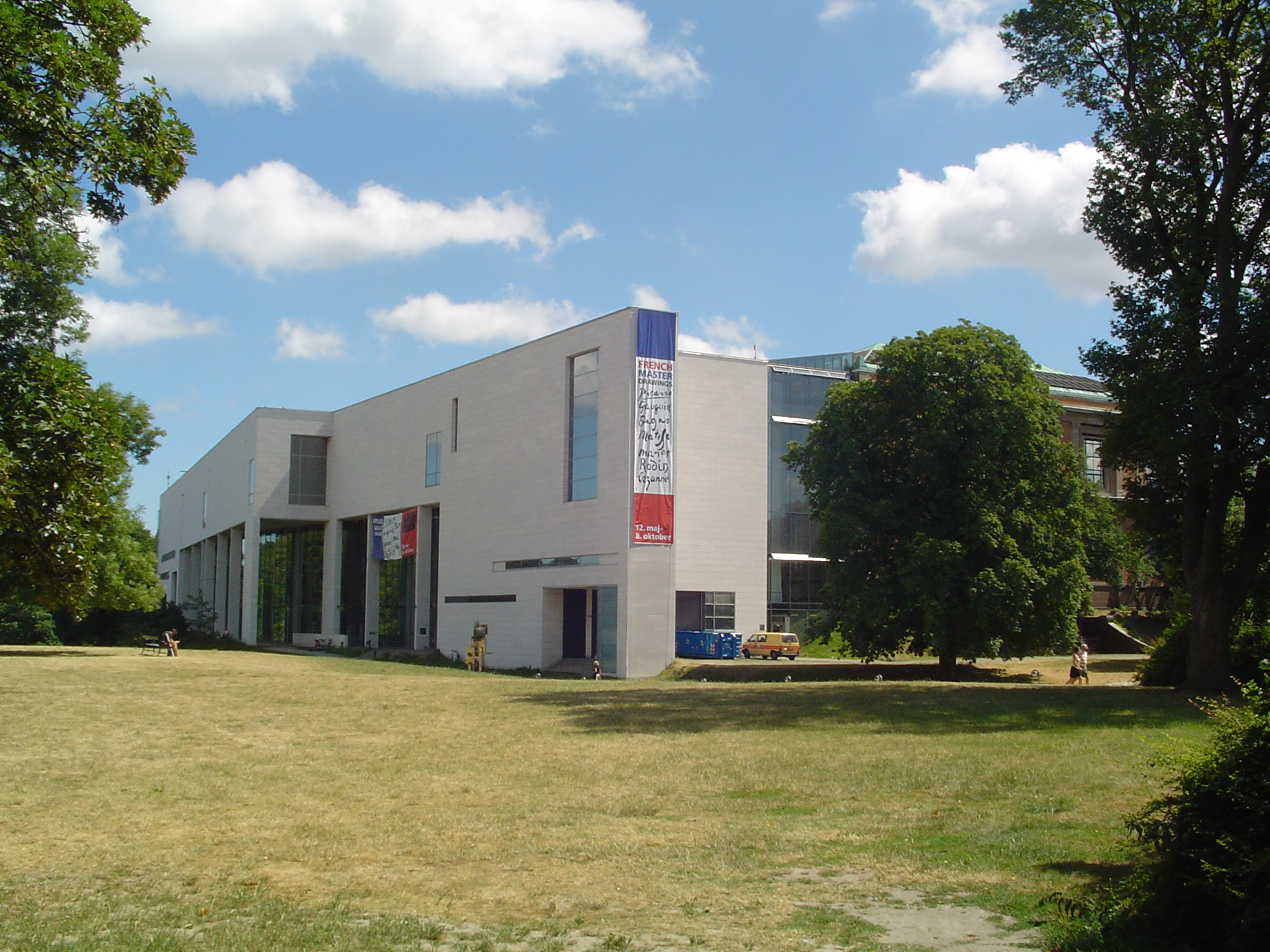
Паркова ділянка музею.
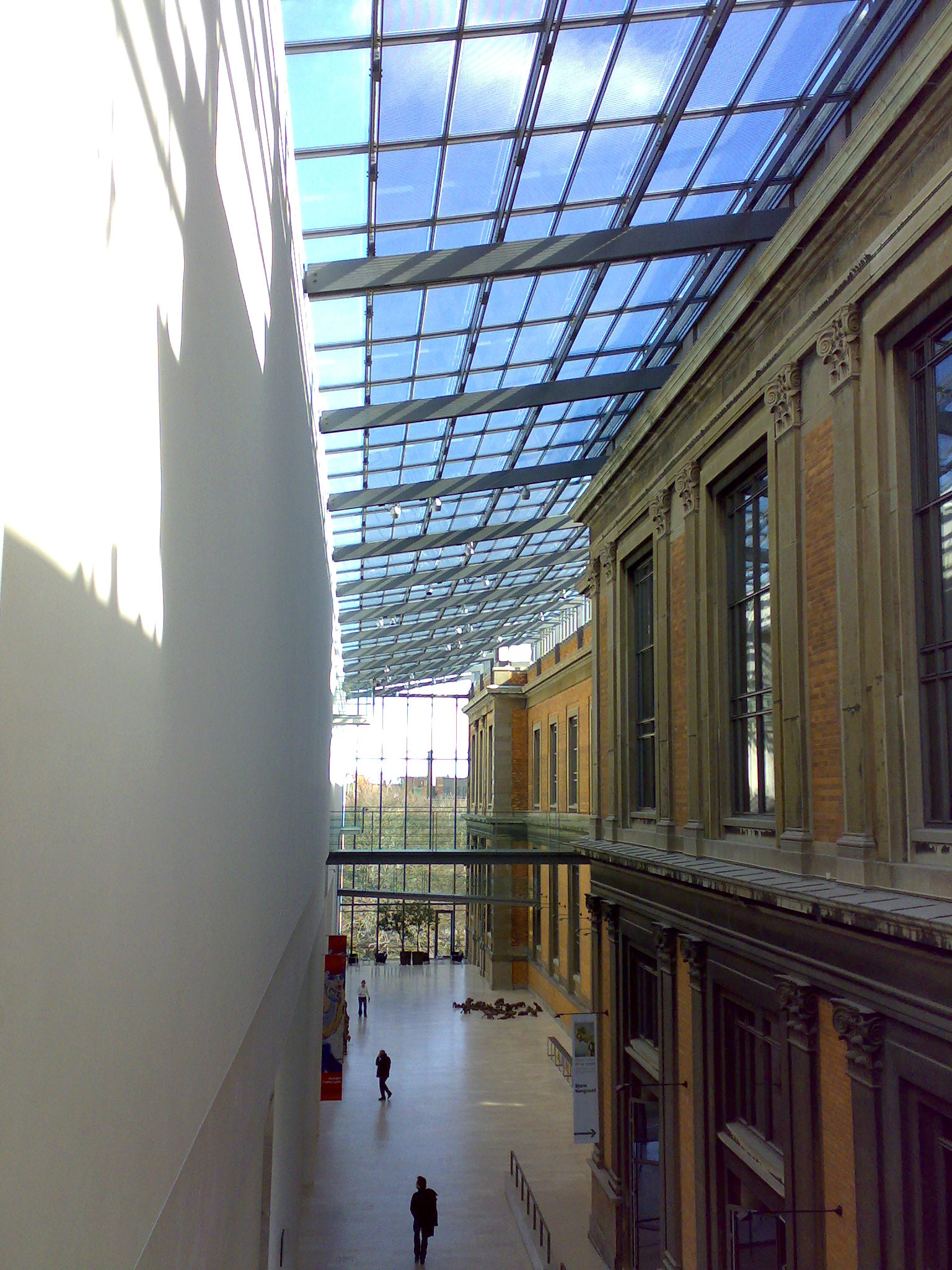
Галерея між старовинним і новітнім корпусами, фото 2008 року

## Відділ гіпсових відливків
Як і більшість великих музеїв 19 ст., що ставили за мету просвітництво в галузі мистецтв для власних громадян, музей у Копенгагені замовляв, купував  і демонстрував гіпсові відливки видатних зразків західноєвропейського мистецтва, придбати оригінали котрих не було ніякої можливості. Саме за цим принципом була сформована низка провінційних музеїв 19 ст. у Сполучених Штатах, що пізніше за Європу підтягнулись до створення музейних колекцій. Відомим зразком такого типу музею у Російській імперії був і Музей образотворчих мистецтв у Москві на ранньому етапі свого формування.
Існування подібних відділів мало хоч і невеликі, але важливі переваги. Адже гіпсові відливки і копії зберігають повний масштаб оригіналів, що важливо для вивчення, гіпс добре тонувати у необхідний колір (якщо оригінали були з бронзи  тощо). Оригінали можуть розташовуватися у мало доступних або  занадто віддалених містах, що перешкоджає знайомству з ними широкого загалу. Гіпсові (і гальванопластичні ) копії зберігають і масштаб оригіналів, і їх вигляд у випадках знищення в періоди воєн і природних лих, котрими рясніють і 20, і 21 століття. Перебіг трагічних подій переконує, що загибель і  нищення творів мистецтва (як і живих людей) не припиниться й надалі.
Державний музей мистецтв має значну кількість гіпсових відливків скульптур, рельєфів, архітектурних деталей, що зберігають приватні і державні збірки у різних країнах, віддалених церквах і храмах, розташованих надто далеко від Данії і Копенгагена. В збірці представлені копії з оригіналів Стародавнього Єгипту, Стародавньої Греції і Риму, італійського відродження і бароко.

## Колекції графіки в музейній збірці

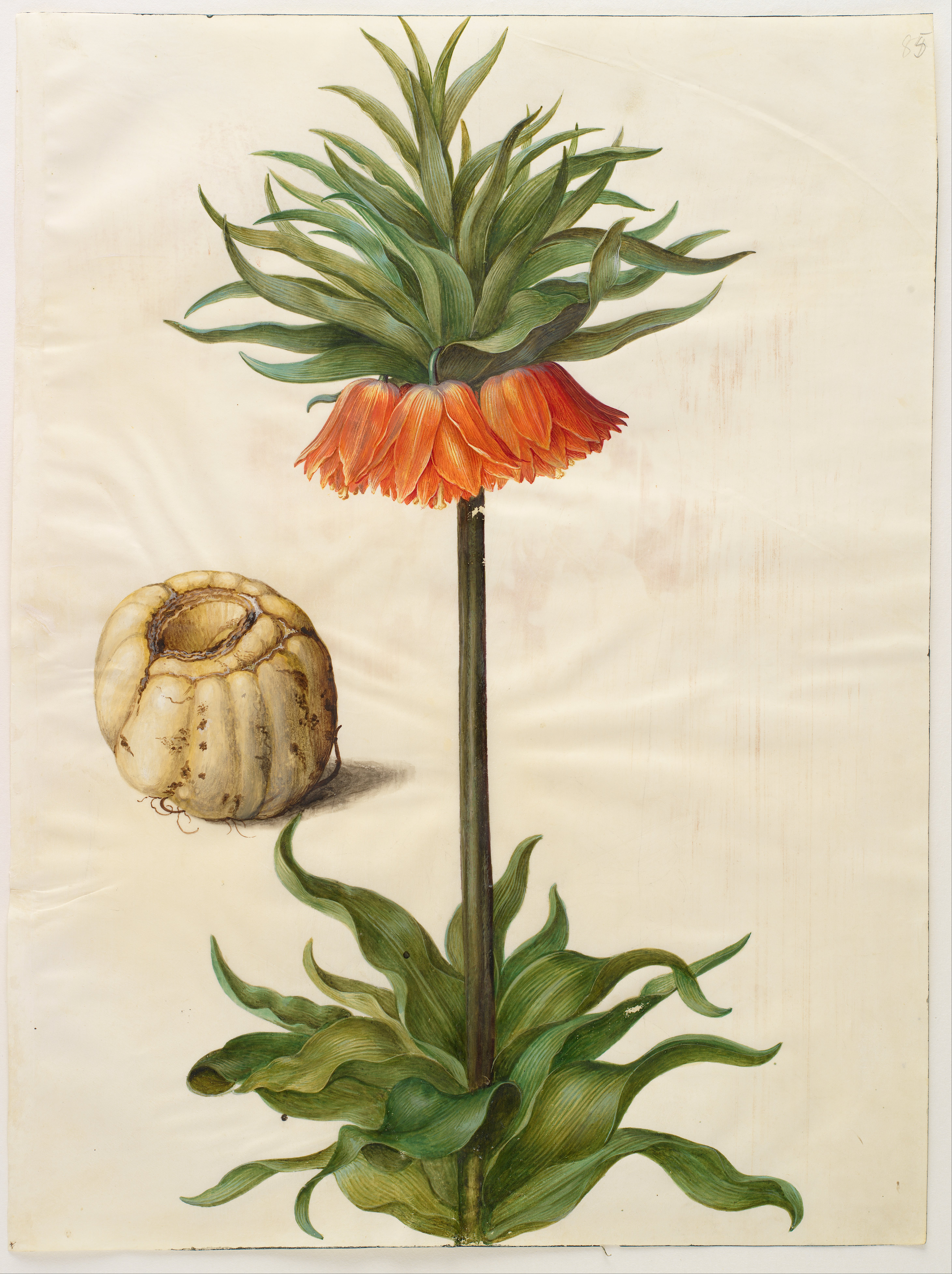
Ганс Симон Гольцбекер. Фріттілярія імператорська, квітка і коренева цибулина, до 1659 р.

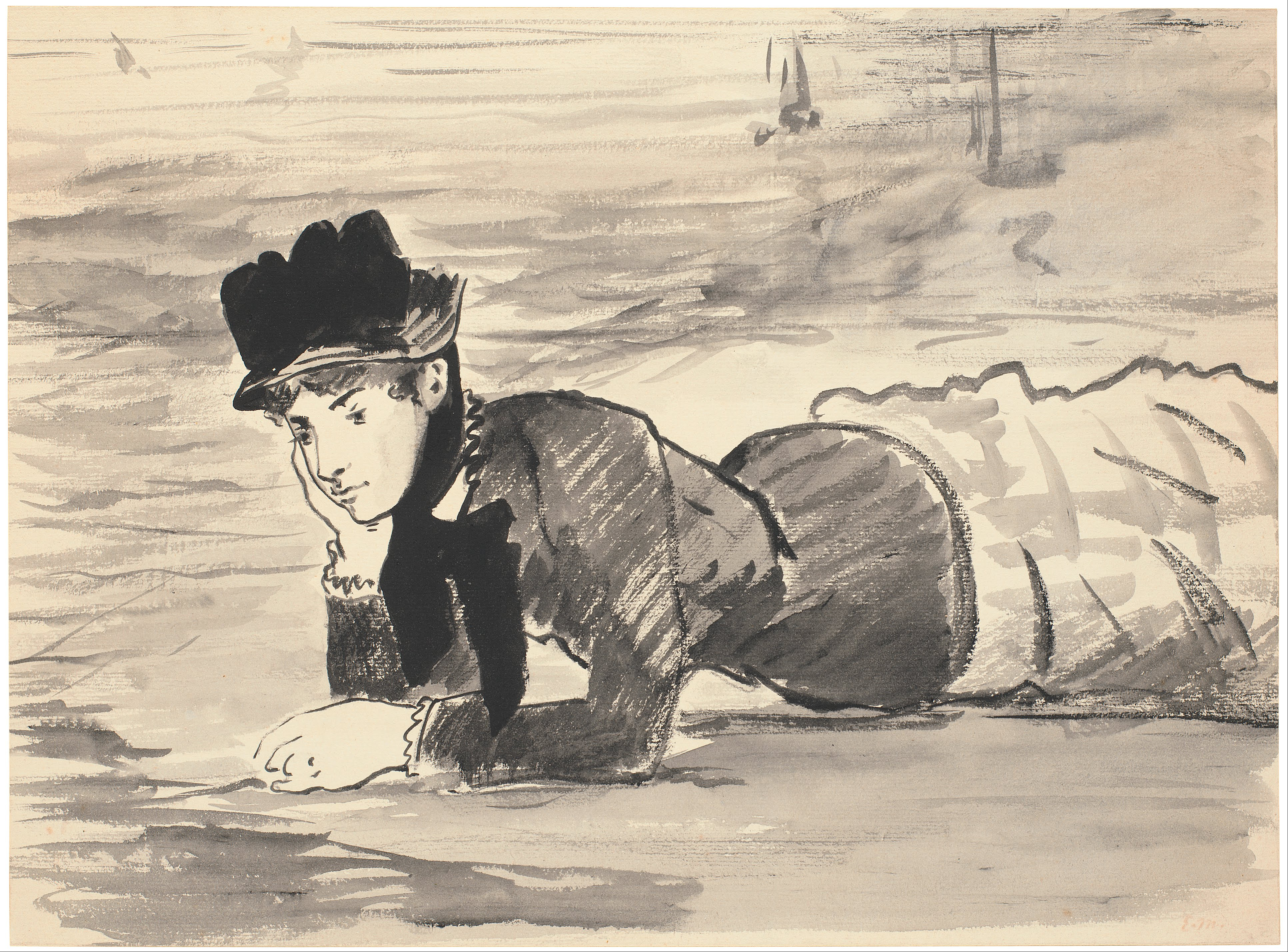
Едуар Мане. «Пані на узбережжі», малюнок бл. 1881 року
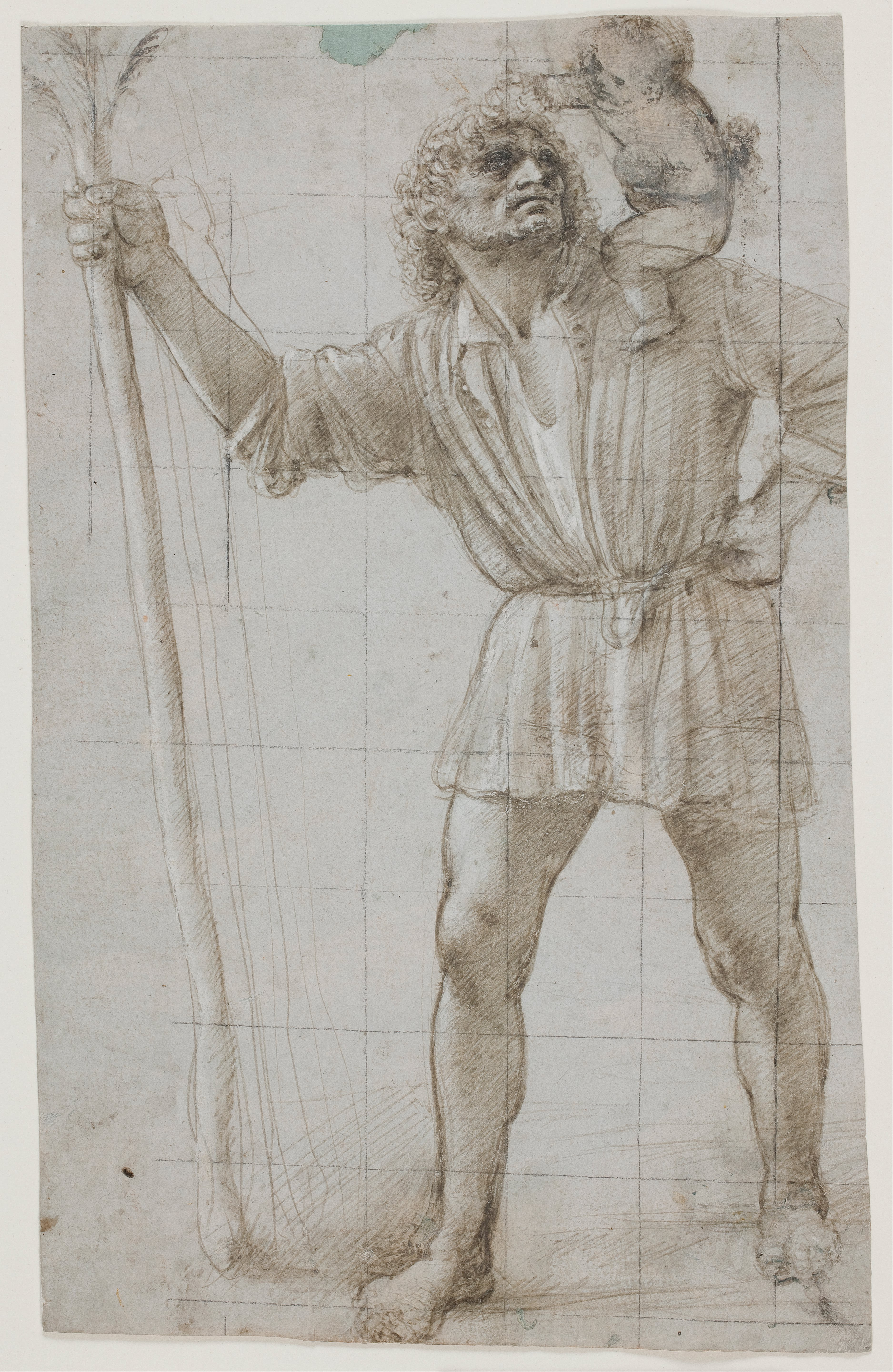
Донато Браманте. «Св. Христофор», бл. 1490 р.
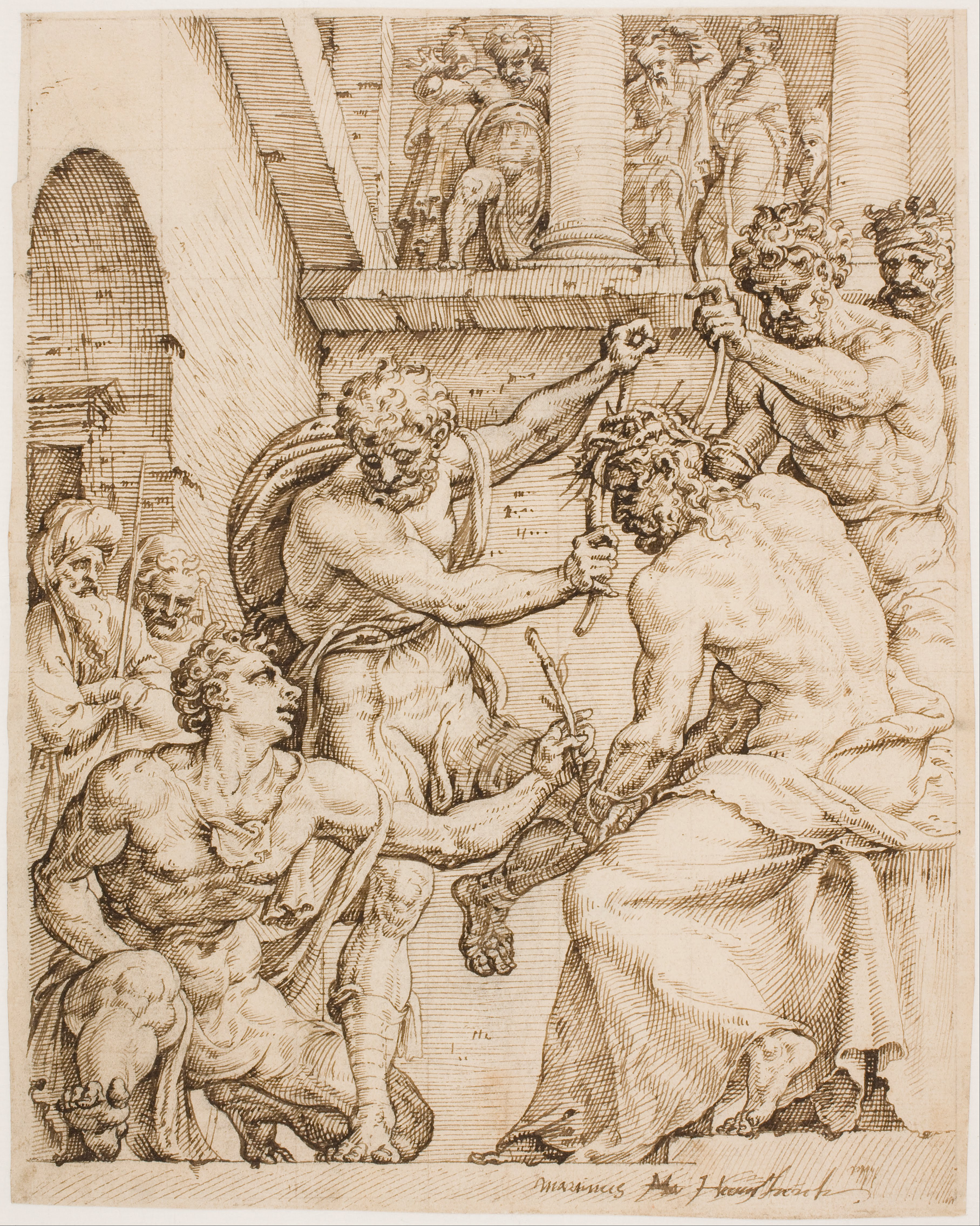
Мартен ван Гемскерк. «Коронування Христа терновим вінцем», бл. 1548 р.
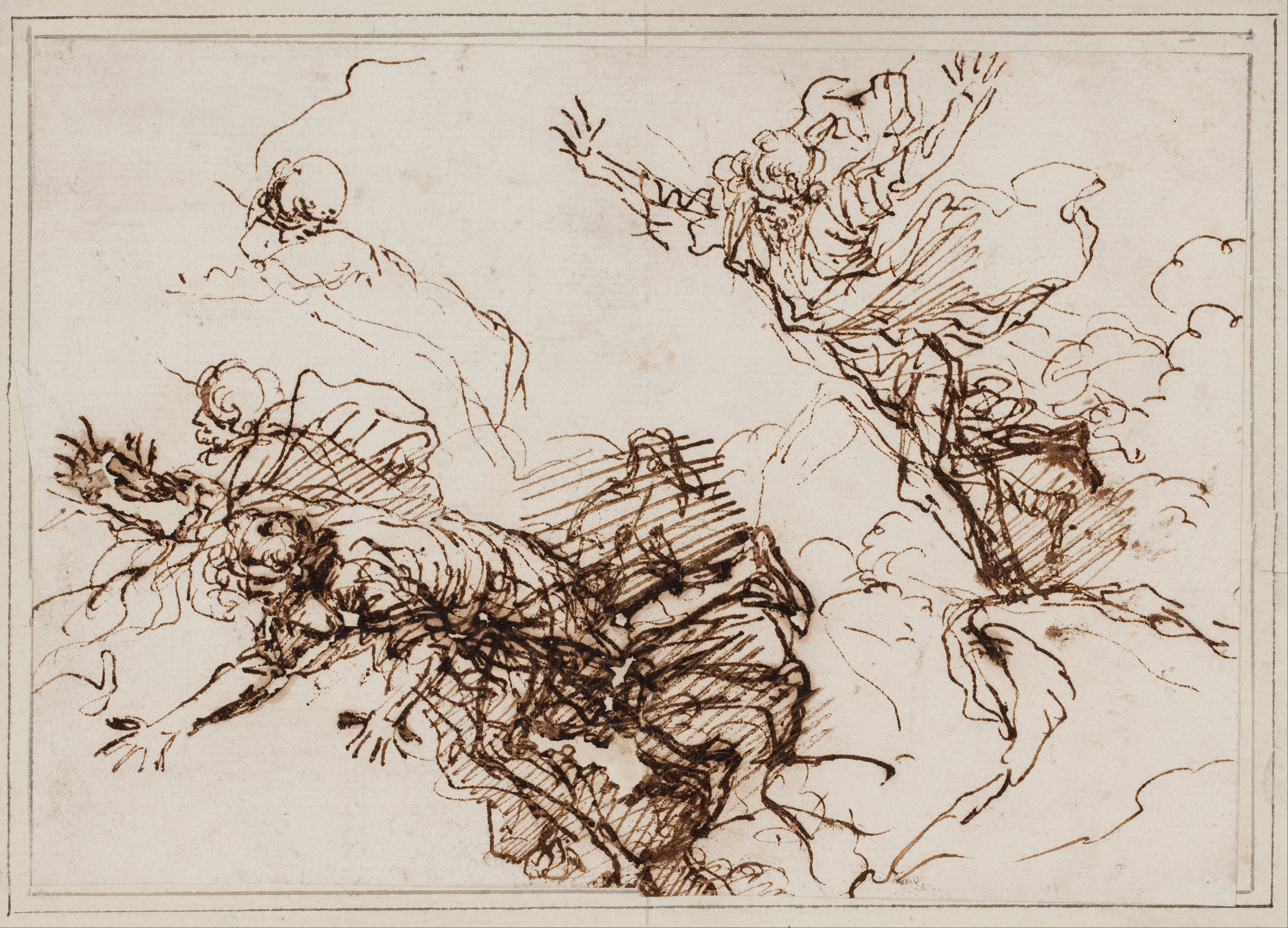
Сальватор Роза. Штудія до картини «Смерть Емпедокла», бл. 1666 р.
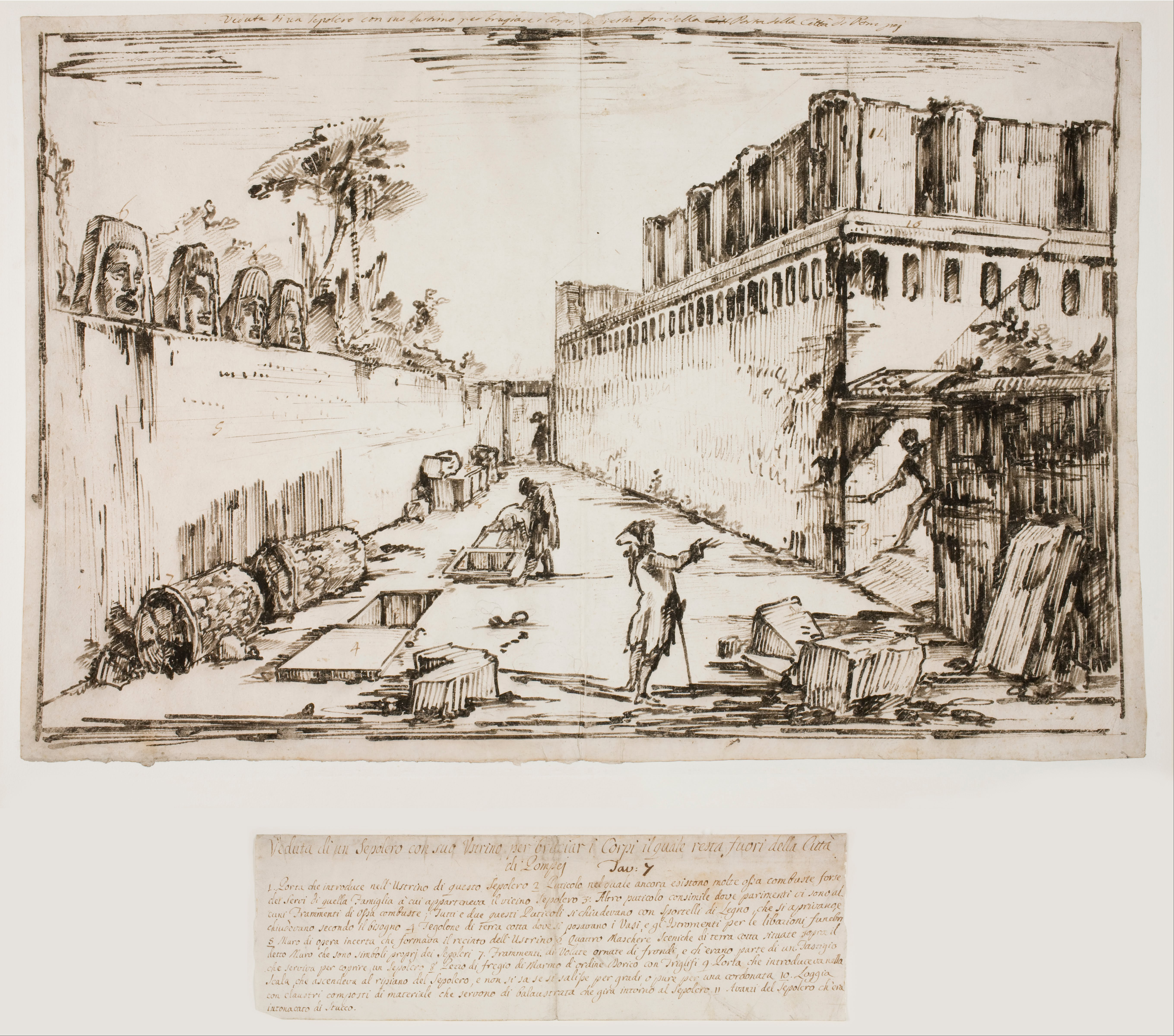
Піранезі. «Гробниця Істациді у Помпеях», бл. 1777 р.
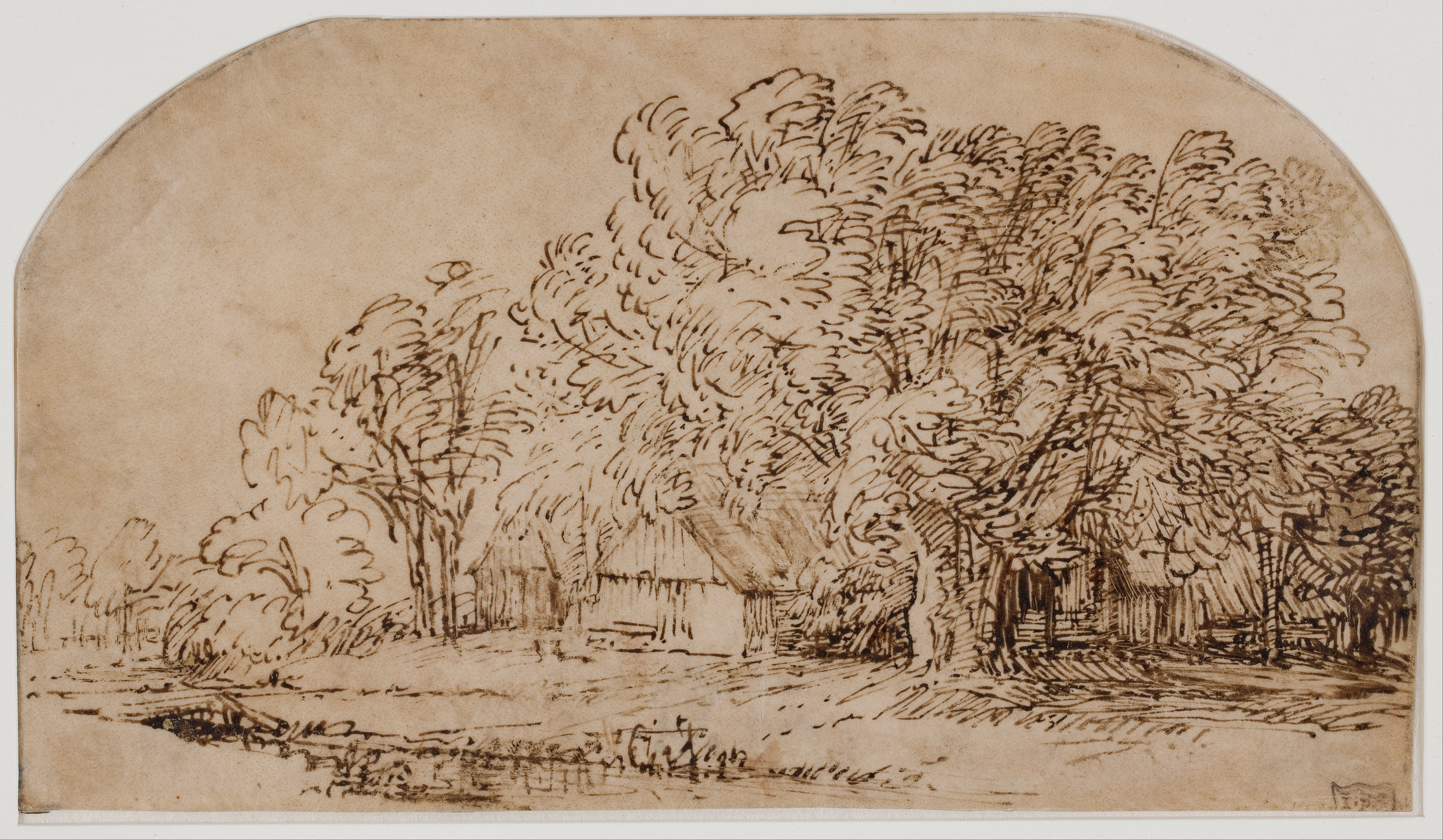
Рембрандт. «Фермерський будинок під високими деревами»
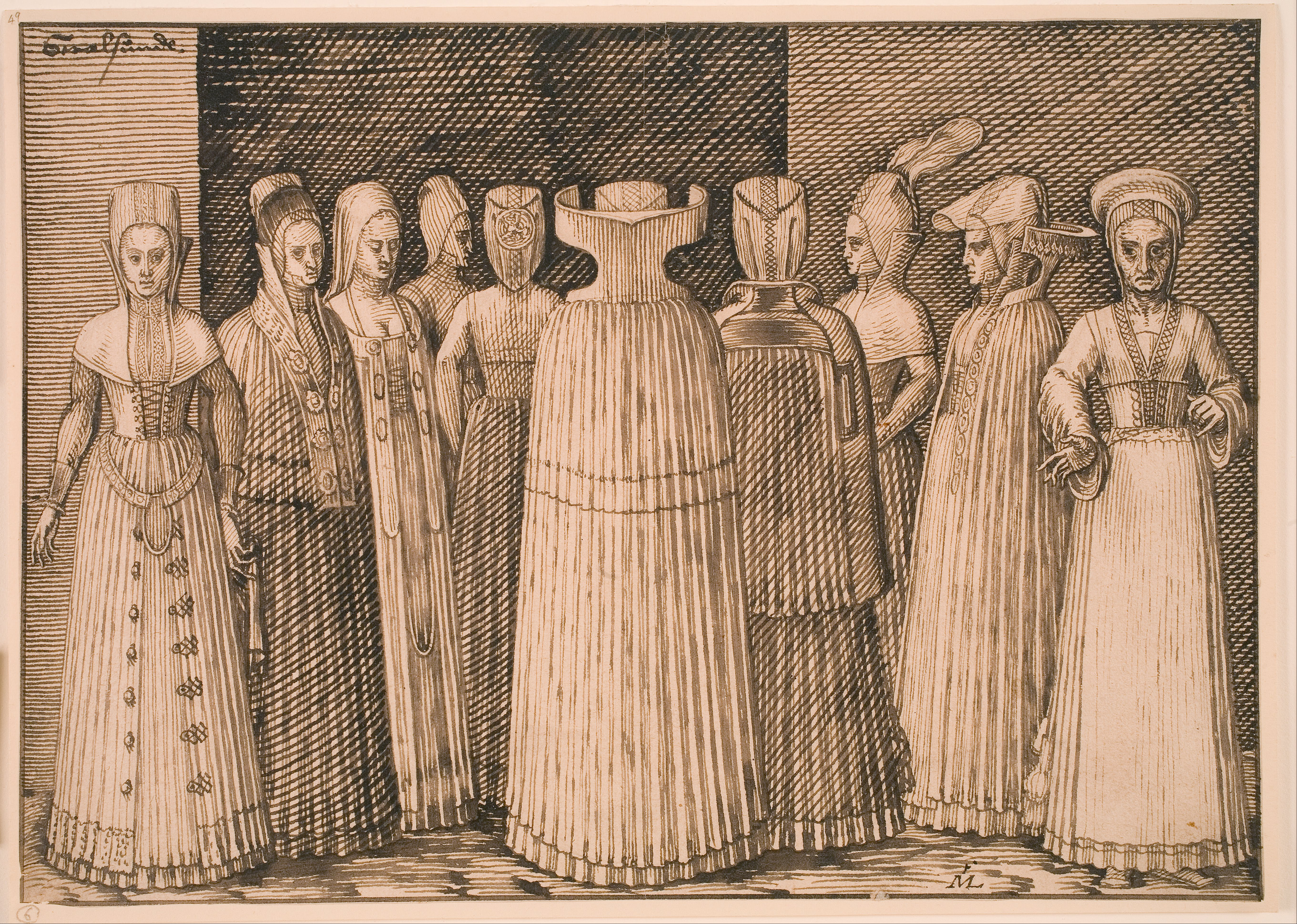
Мельхіор Лорк. «Десять жінок з міста Штральзунд»,бл. 1571 р.
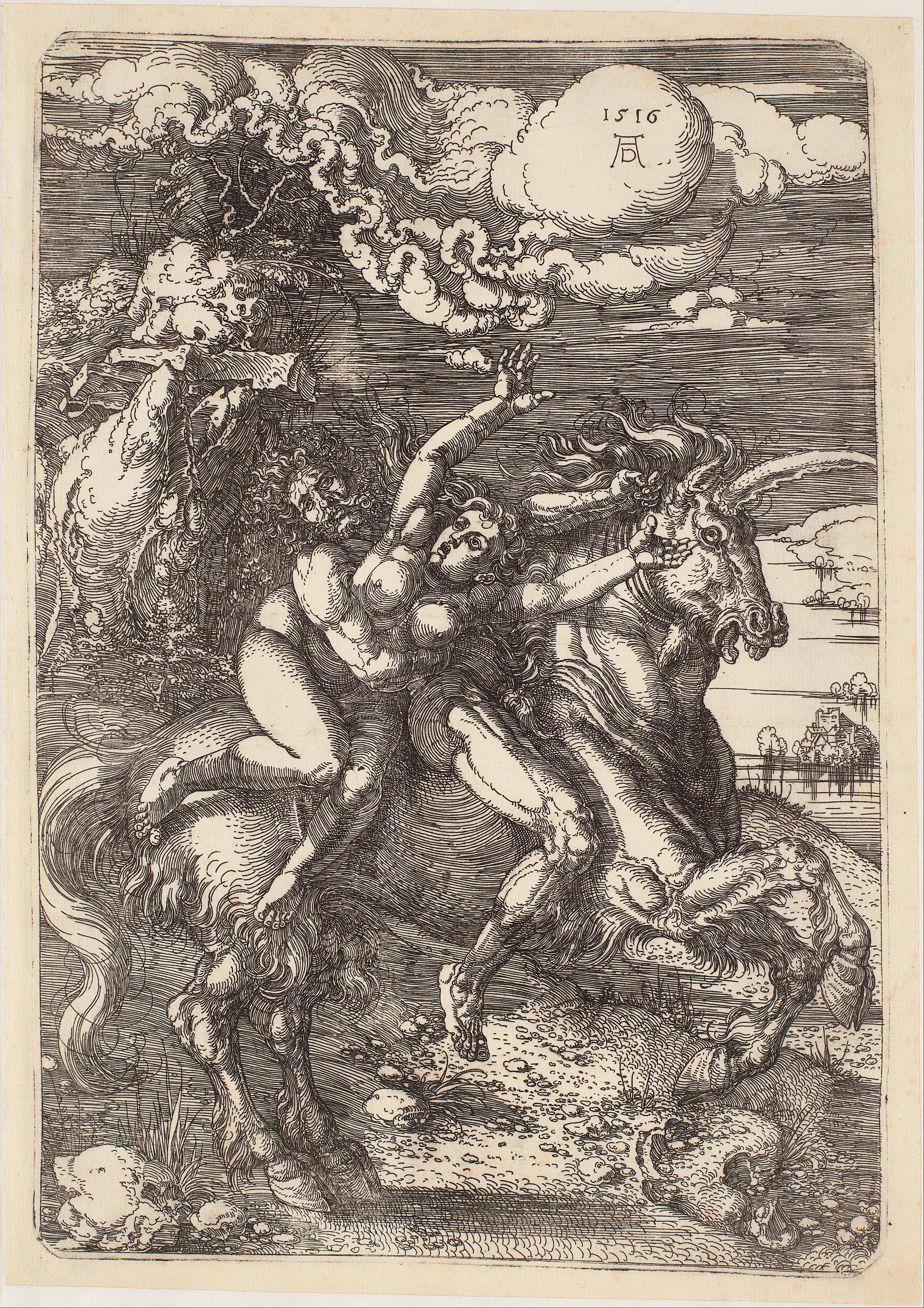
Альбрехт Дюрер. Викрадення Прозерпіни, офорт 1516 р.

## Галерея скульптур

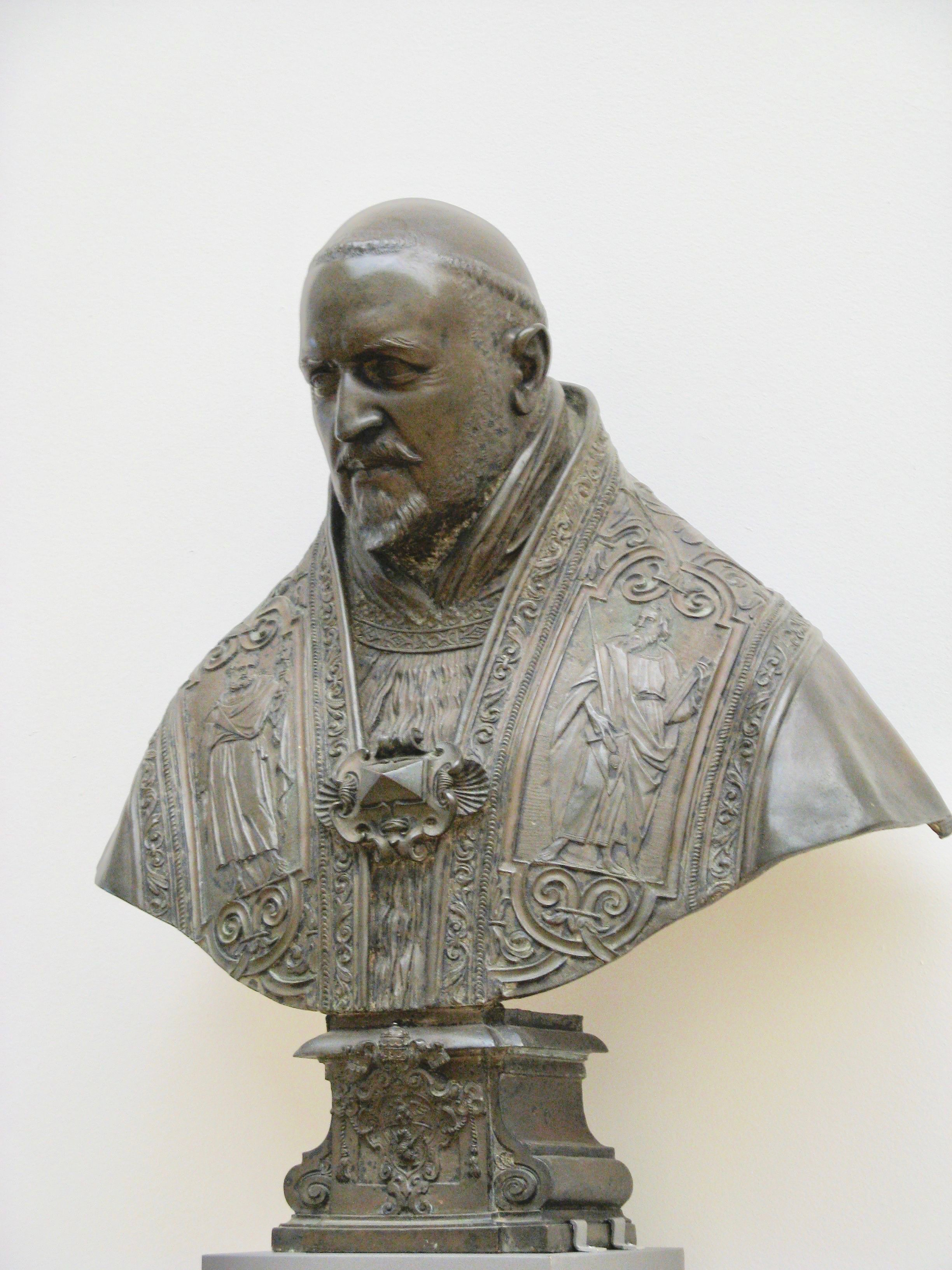
Лоренцо Берніні. «Папа римський Павло V Боргезе»

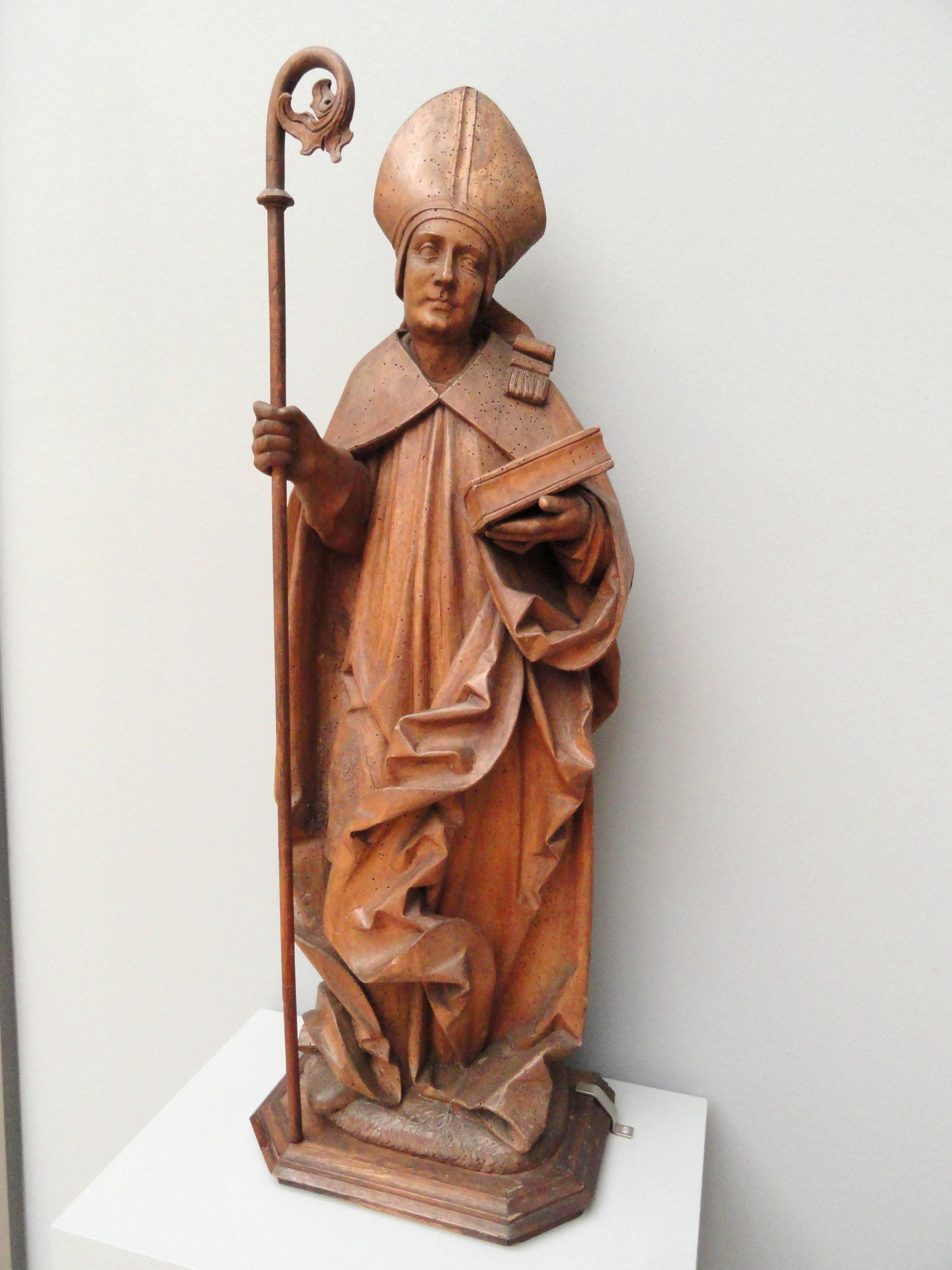
Невідомий німецький різьбяр. «Святий»
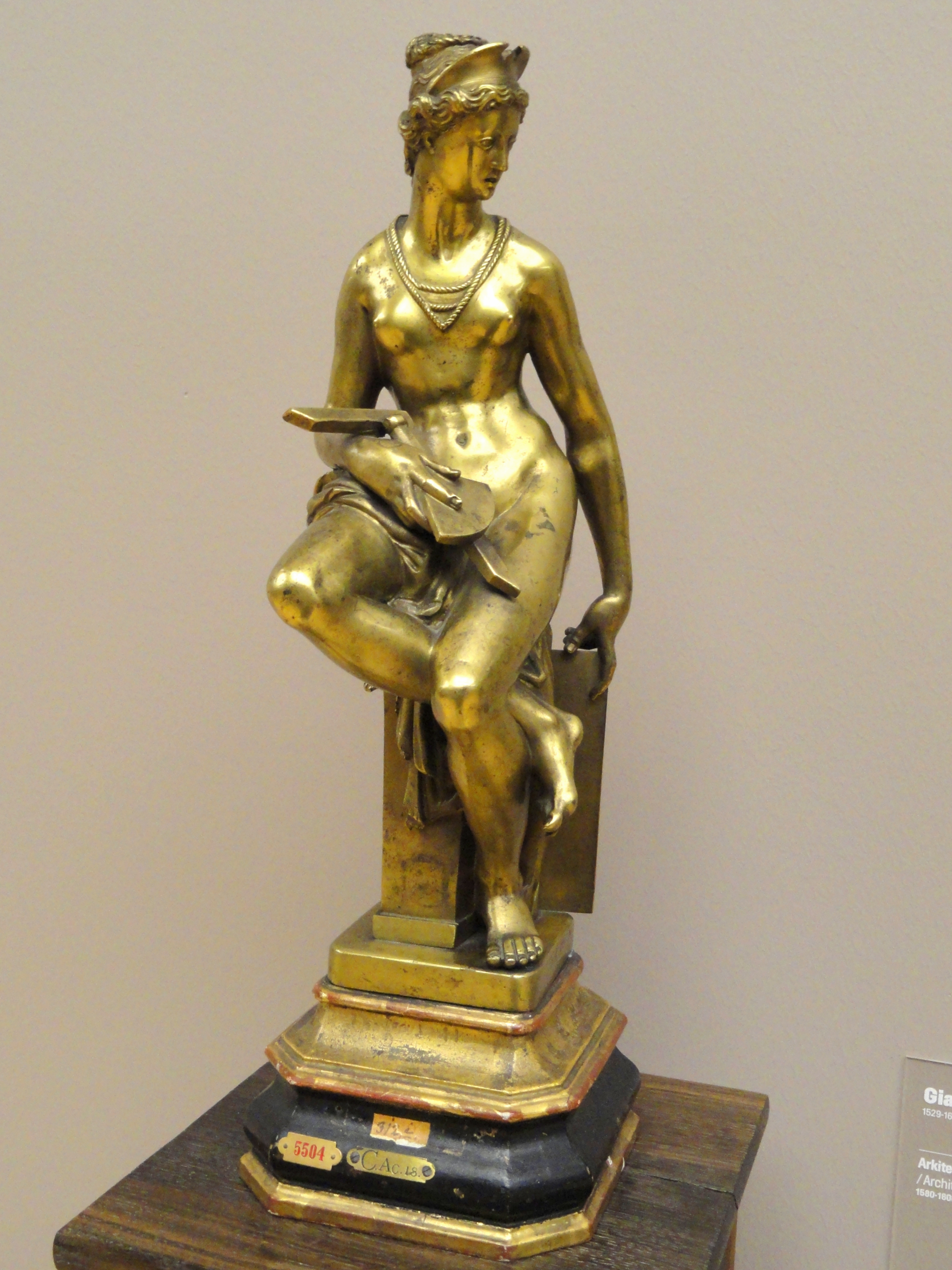
Джованні да Болонья. «Алегорія архітектури»
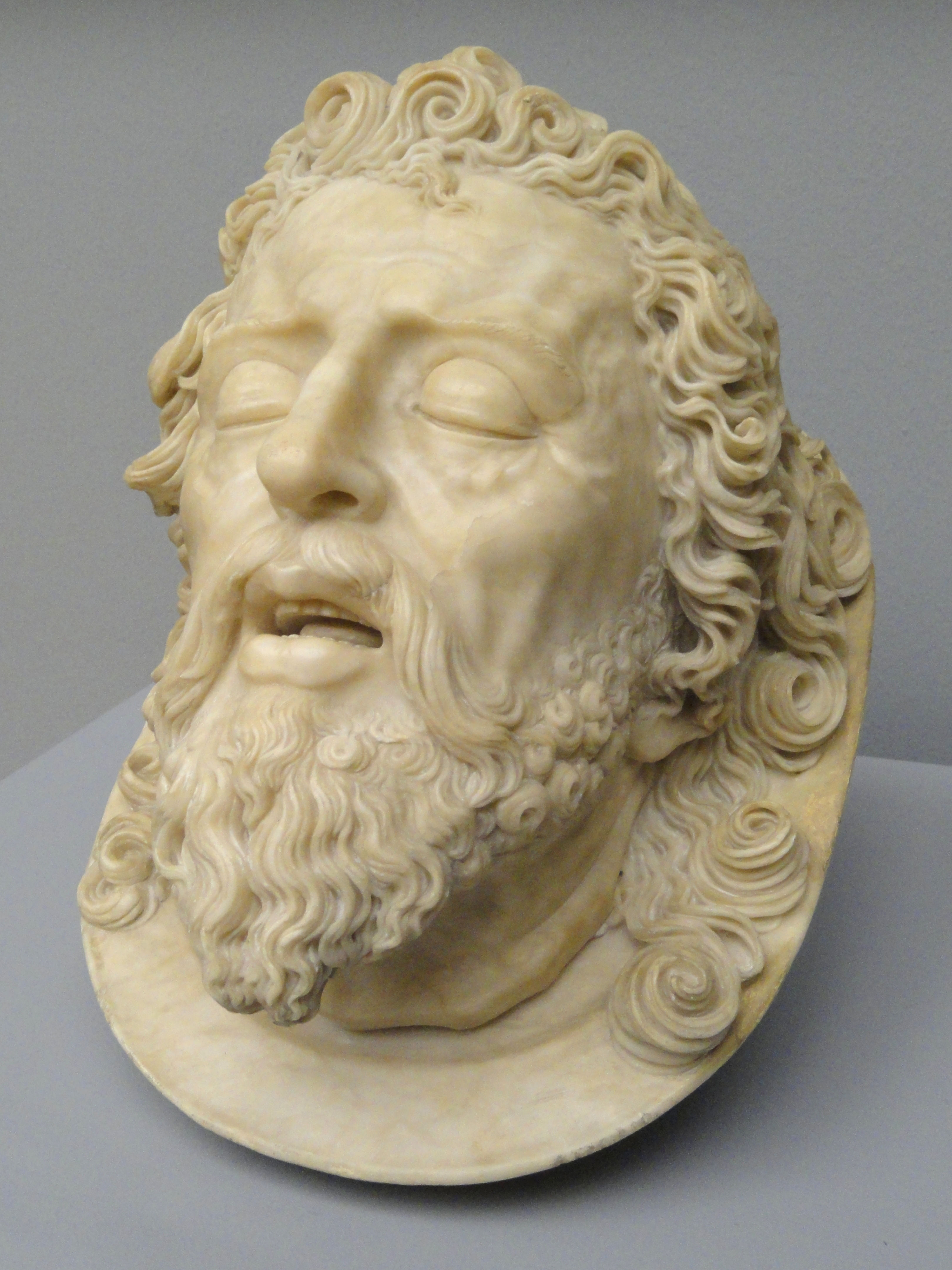
Анонім. «Відрубана голова Івана Хрестителя»
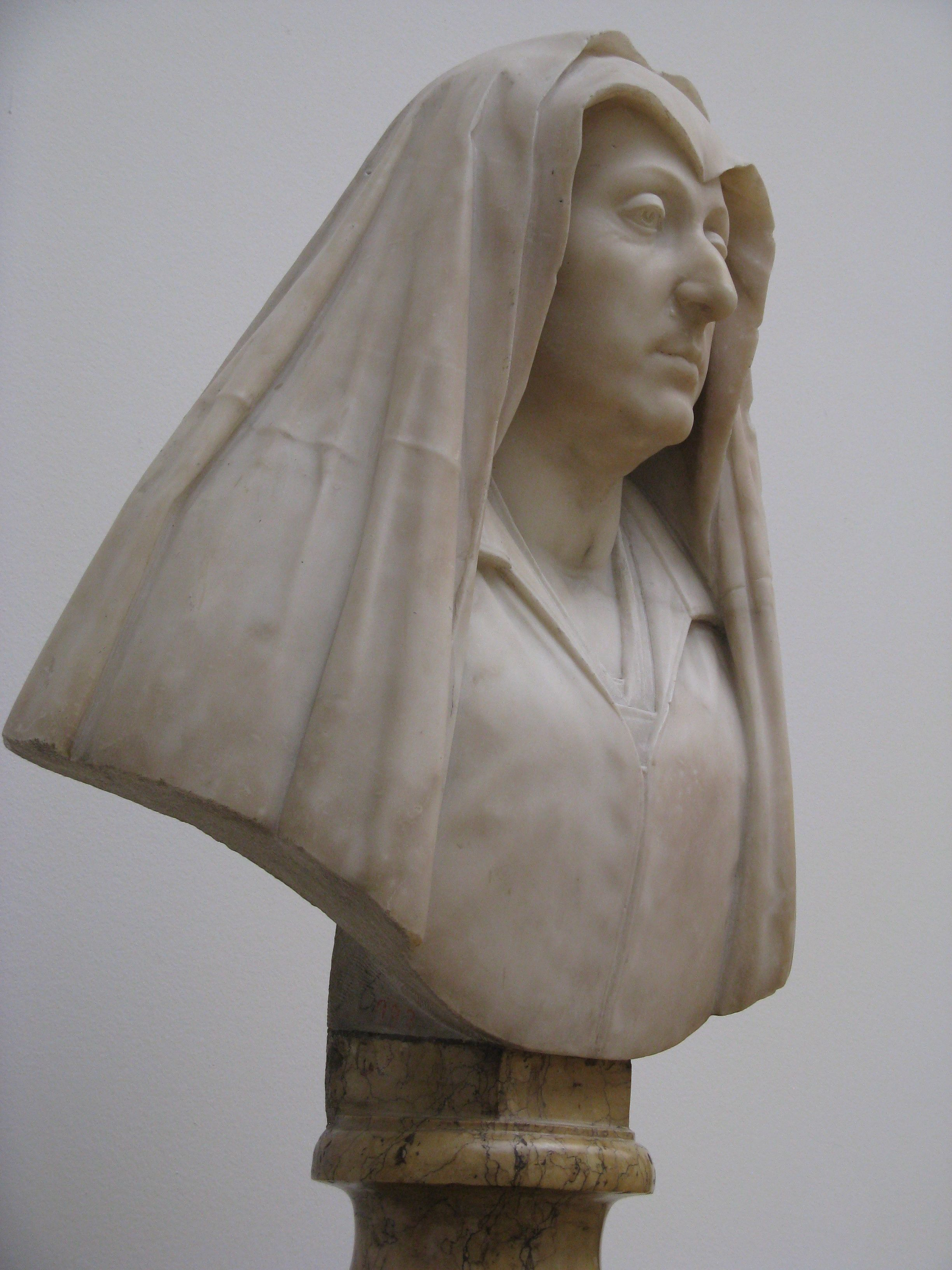
Лоренцо Берніні. «Камілла Барбадорі», мати папи римського Урбана  VIII.

## Живопис італійських майстрів

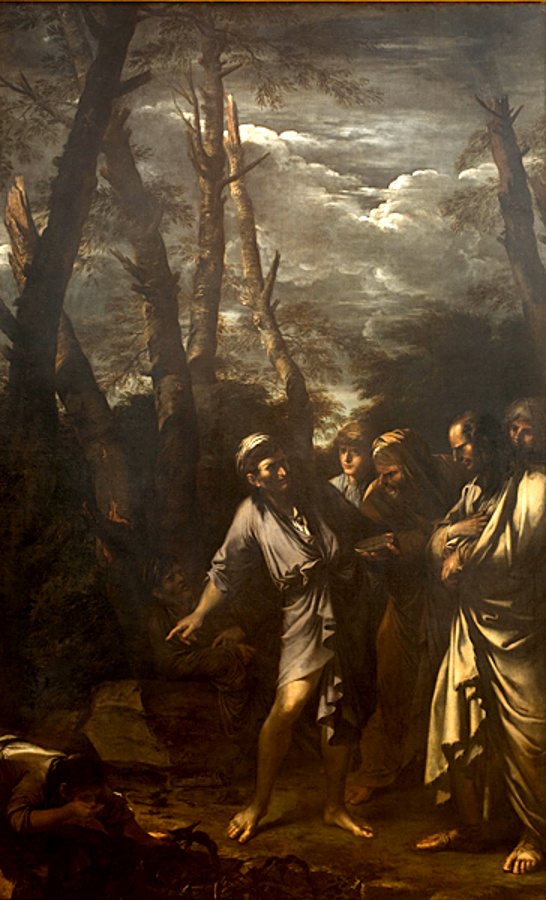
Сальватор Роза. «Відмова філософа Діогена від посудини для пиття», 1651 р.

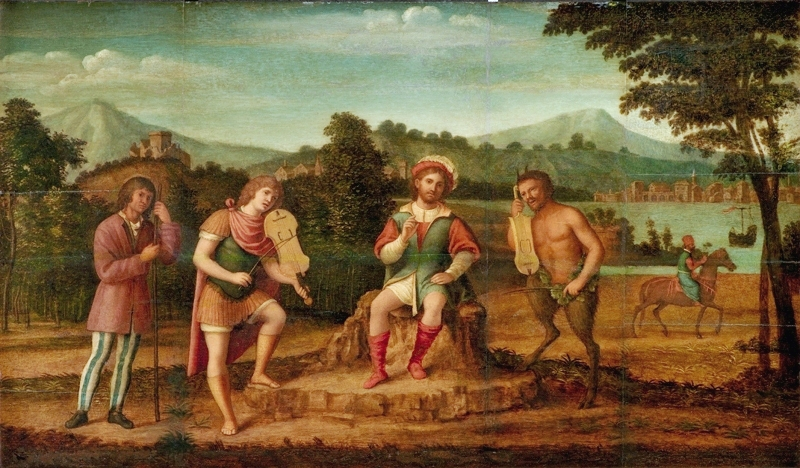
Чіма да Конельяно. «Суд царя Мідаса», до 1509 року.
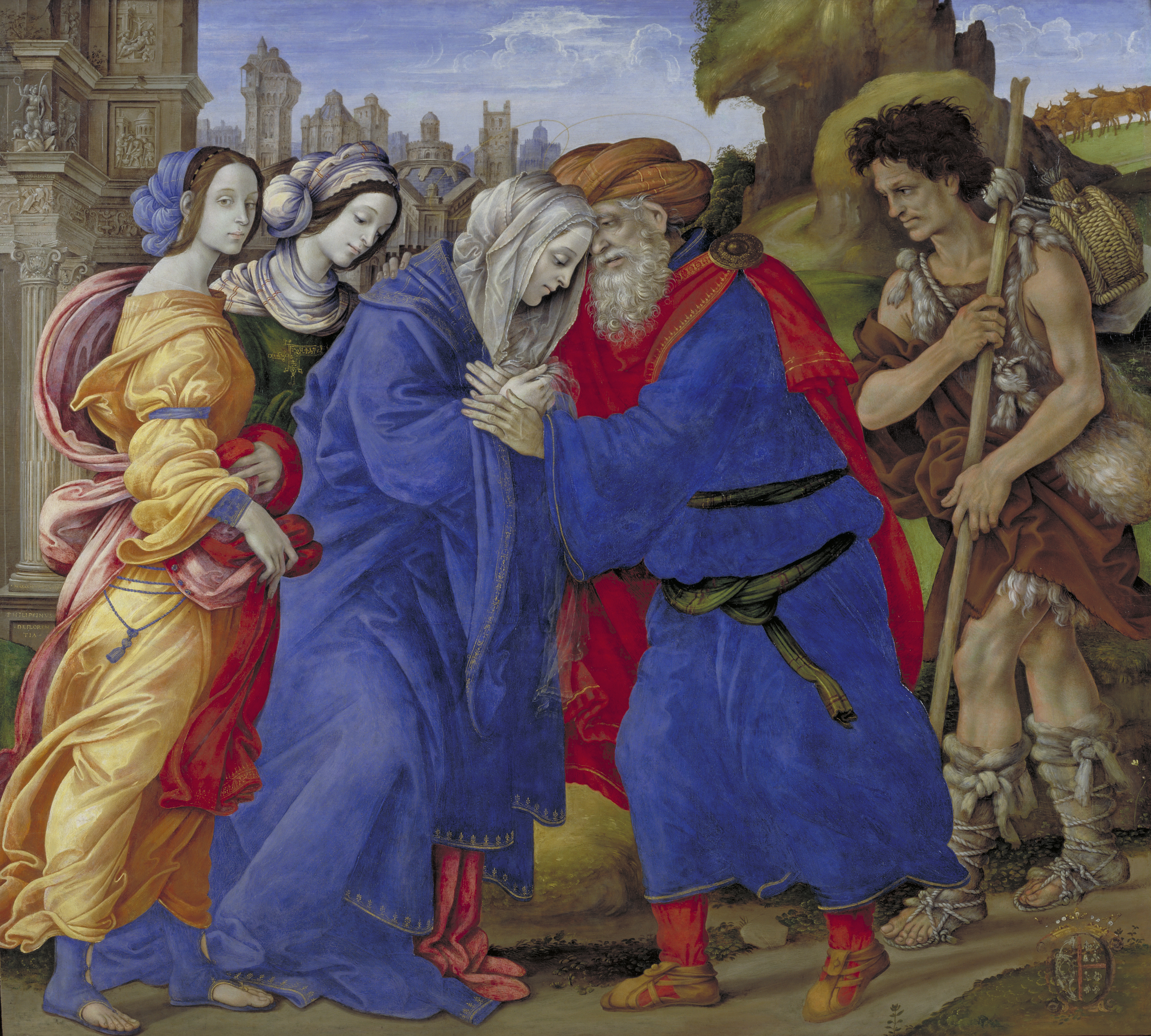
Філіппо Ліппі. «Зустріч біля Золотих воріт»
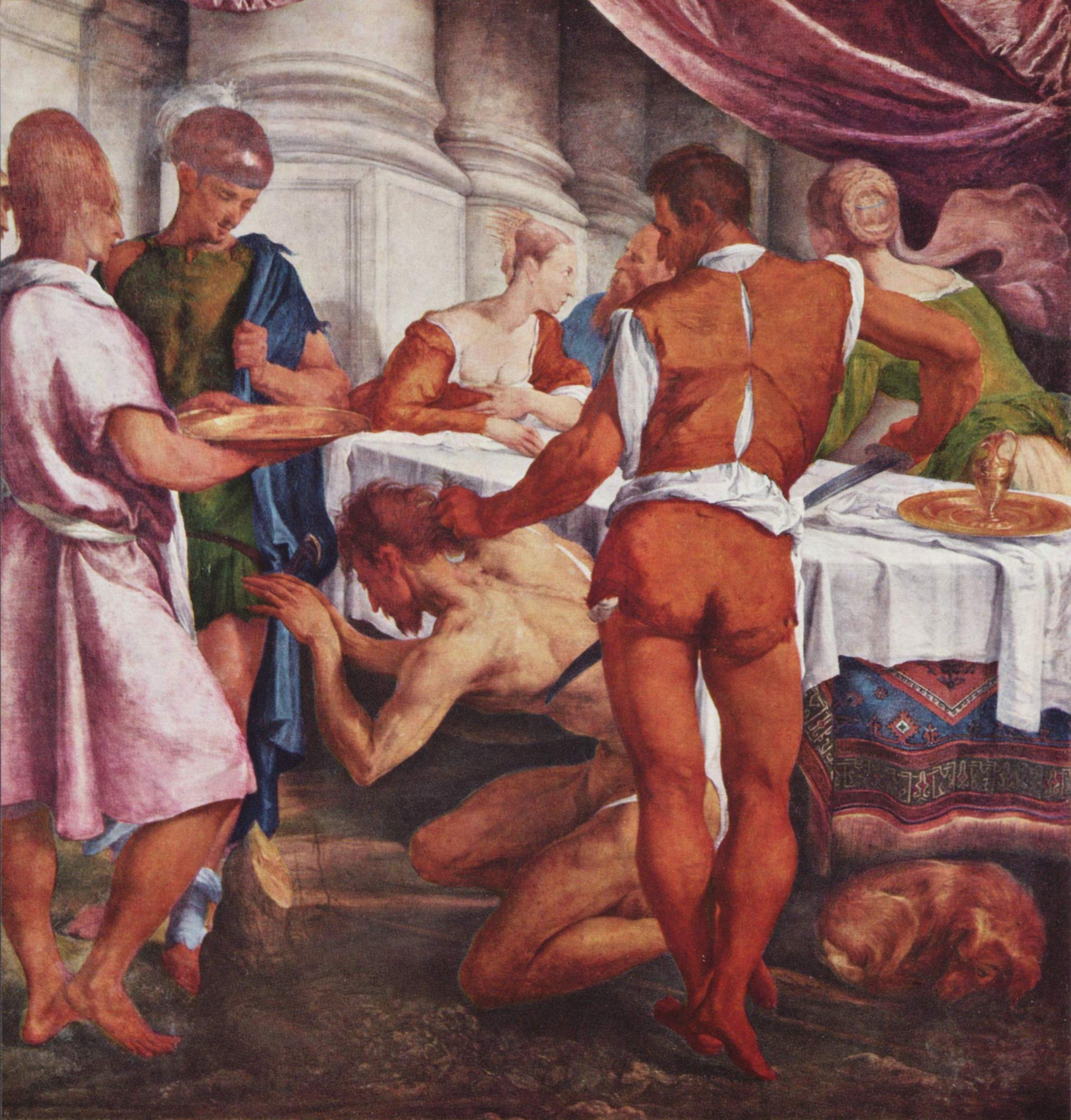
Якопо Бассано. «Страта Івана Хрестителя», друга половина 16 ст.
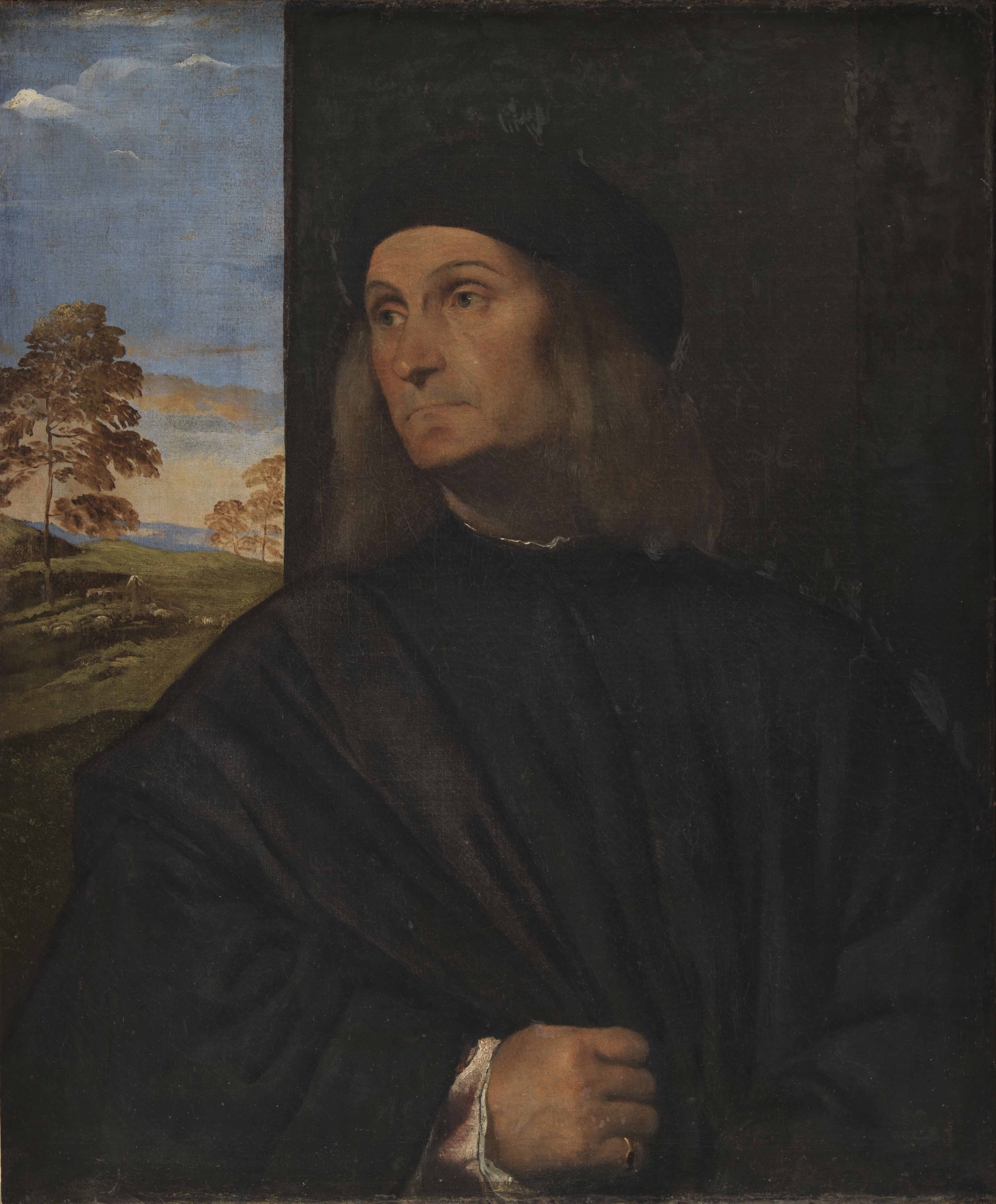
Джованні Белліні. «Портрет невідомого», бл. 1512 р.

## Натюрморти в збірці

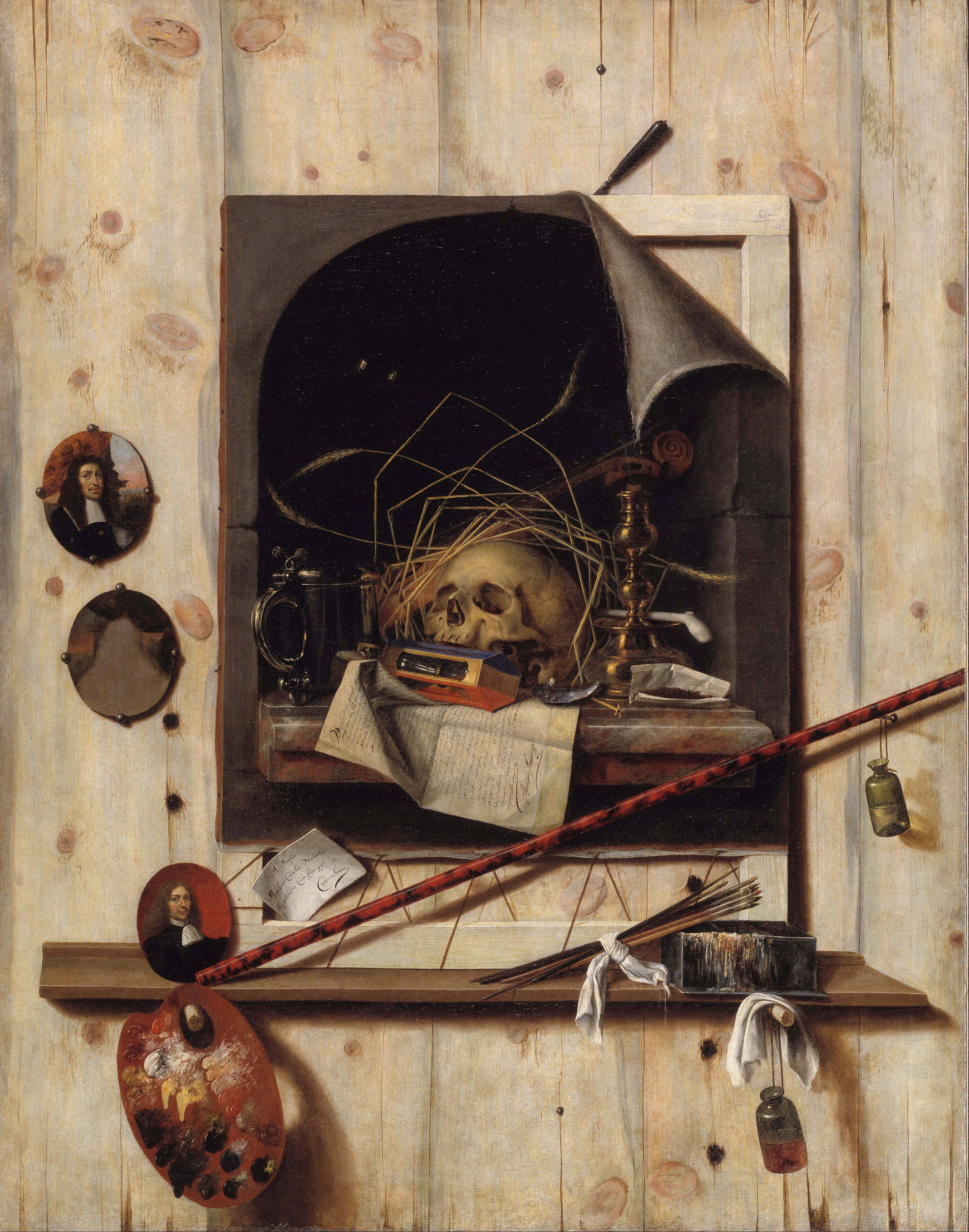
Корнеліс Гісбрехтс. «Марнота марнот», 1668 р.

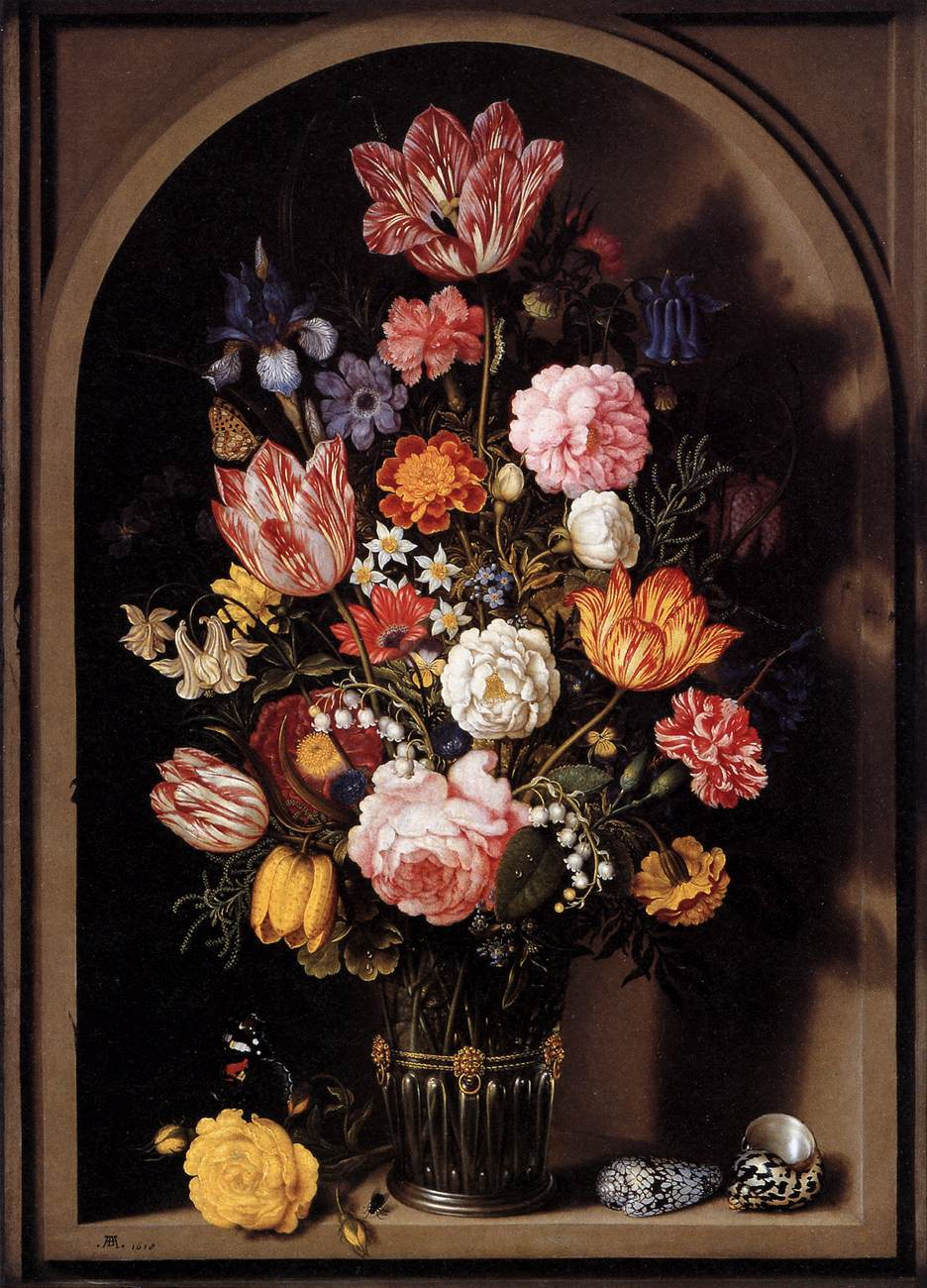
Амброзіус Босгарт старший. «Букет квітів у ніші», 1618 р.
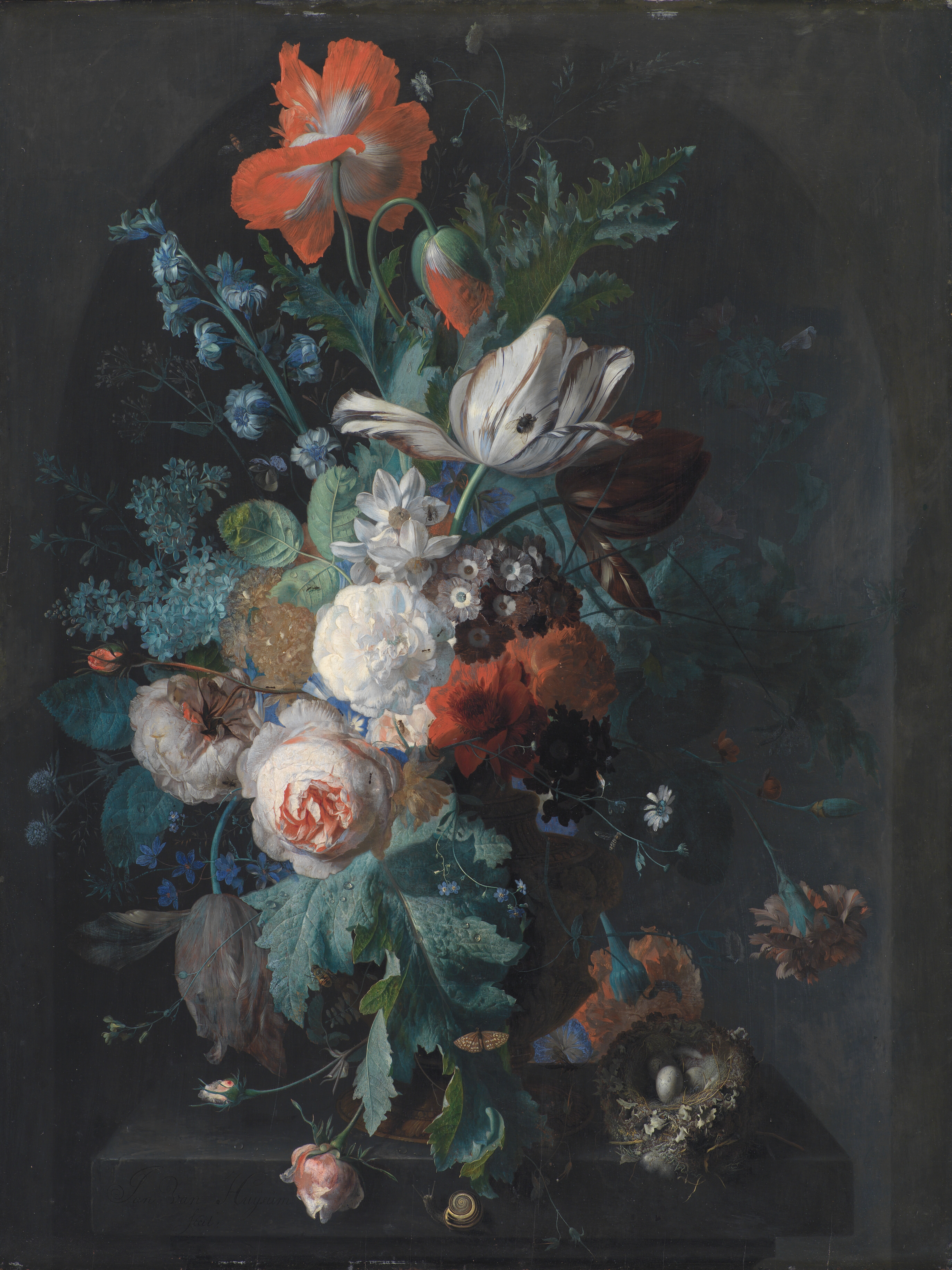
Ян ван Гейсум. «Букет»
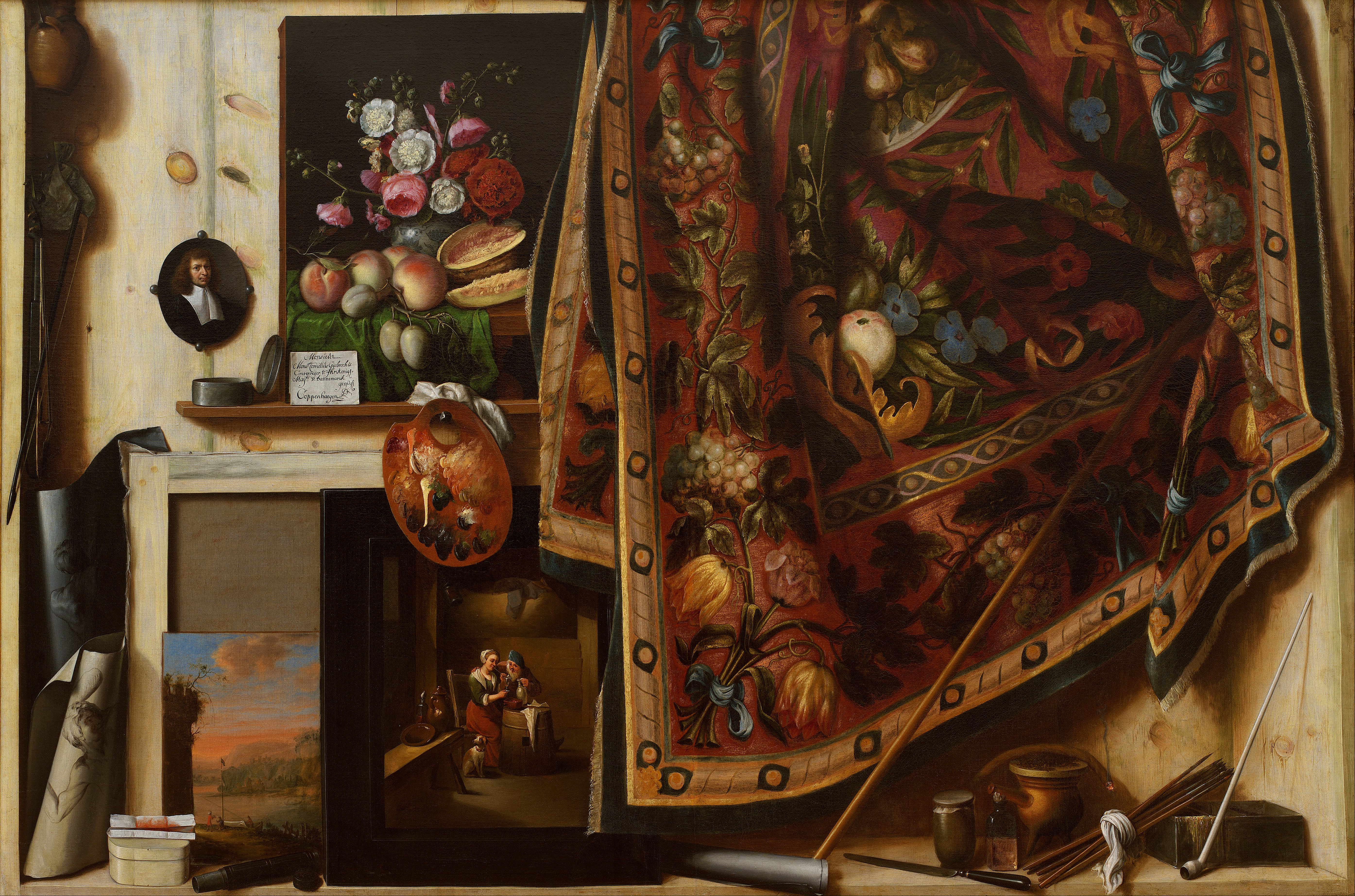
Корнеліс Гісбрехтс. «Натюрморт», бл. 1671 р.
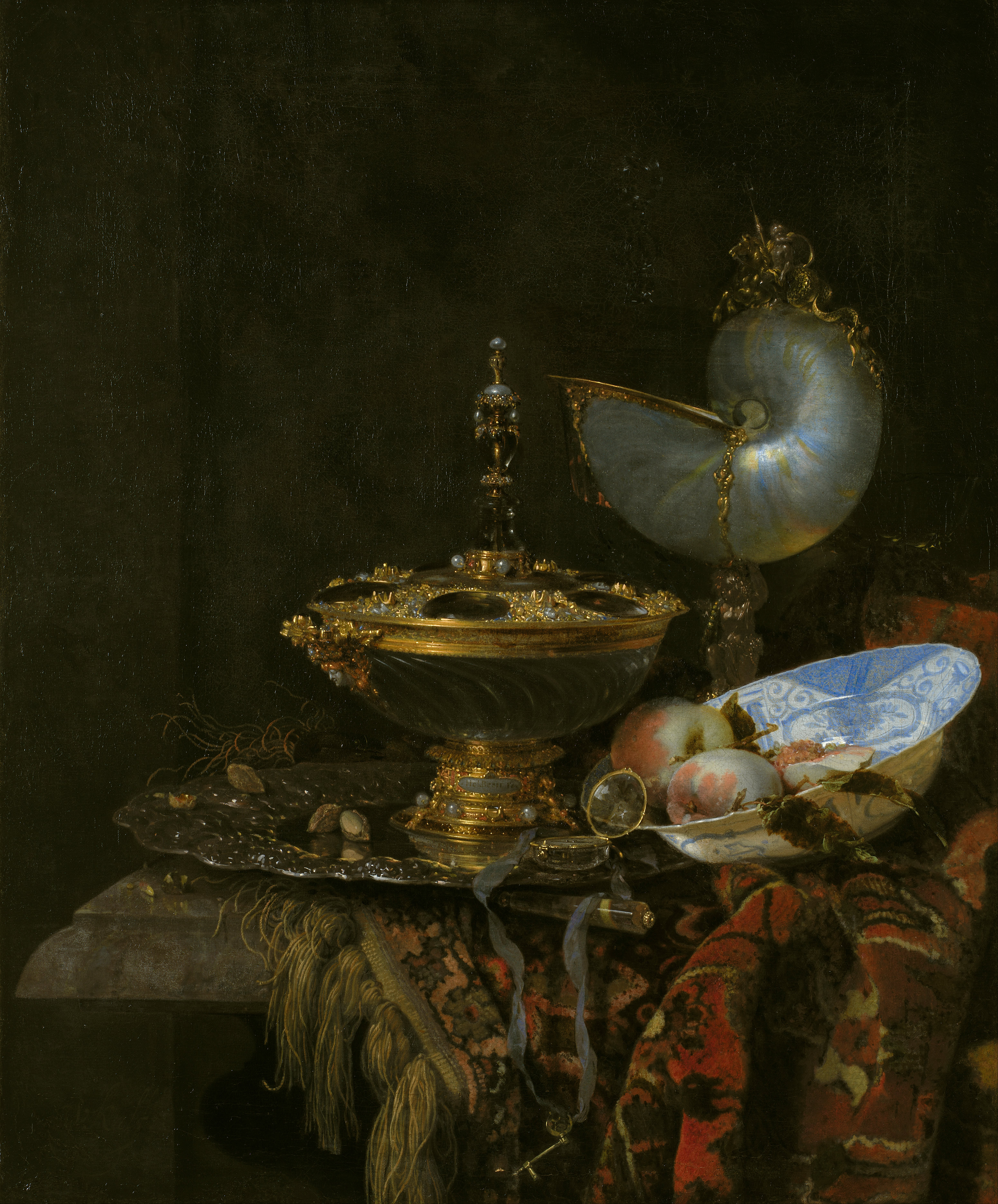
Віллем Калф. «Натюрморт з коштовним посудом і келихом наутілуса», 1678 р.

## Портретний жанр в збірці

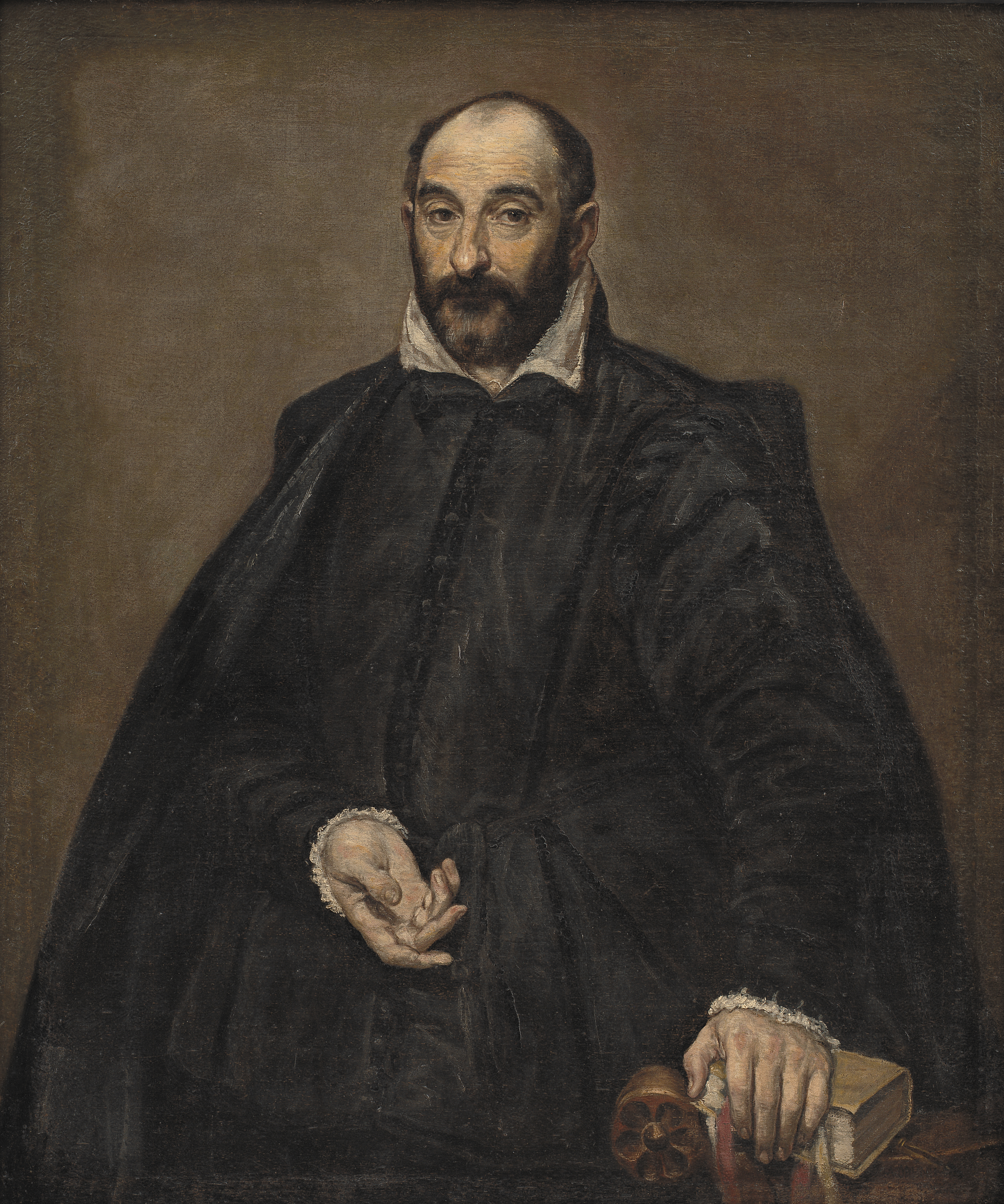
Ель Греко, «Портрет невідомого» (можливо, Андреа Палладіо), бл. 1575 р.

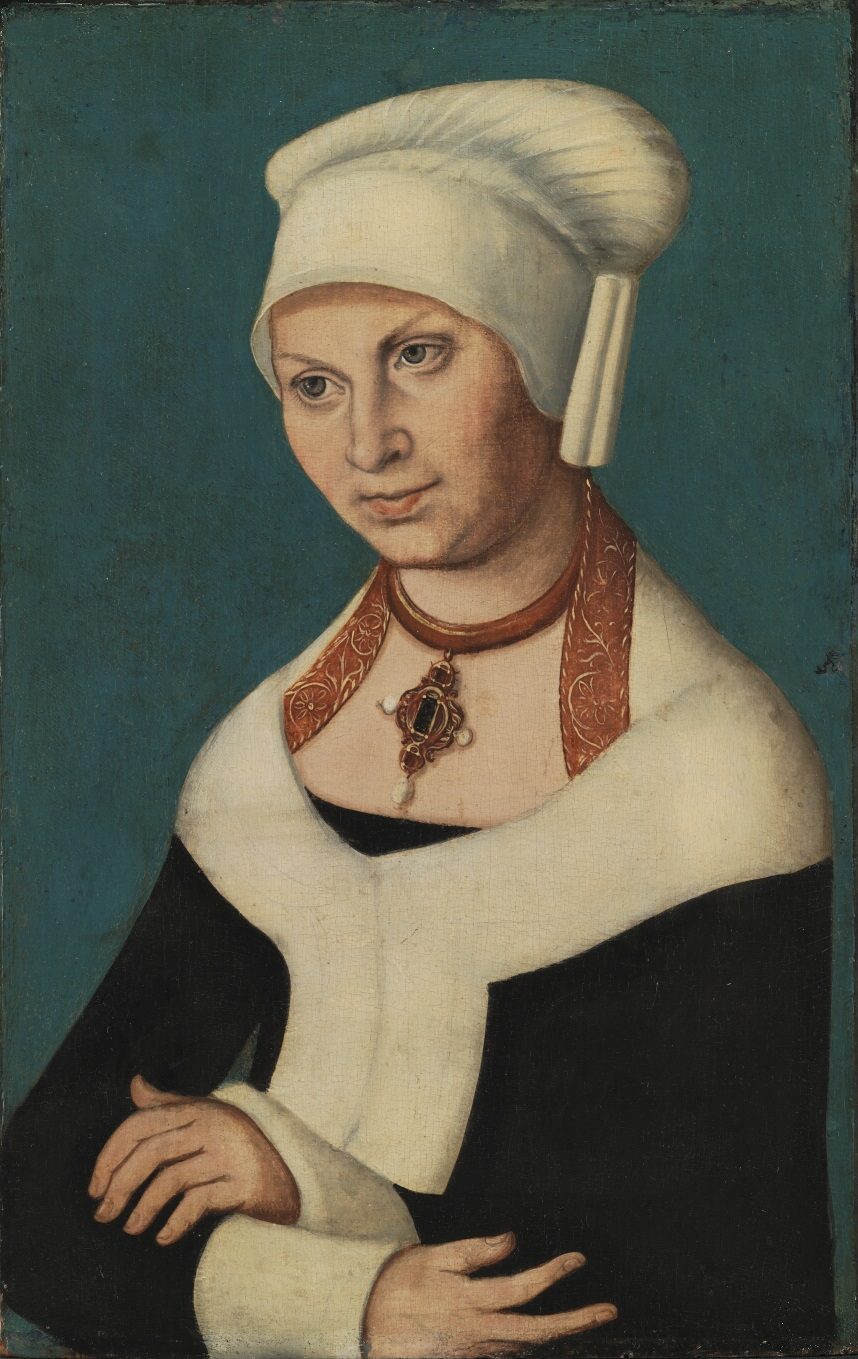
Лукас Кранах Старший, «княжна Барбара  Саксонська», бл. 1537 р.
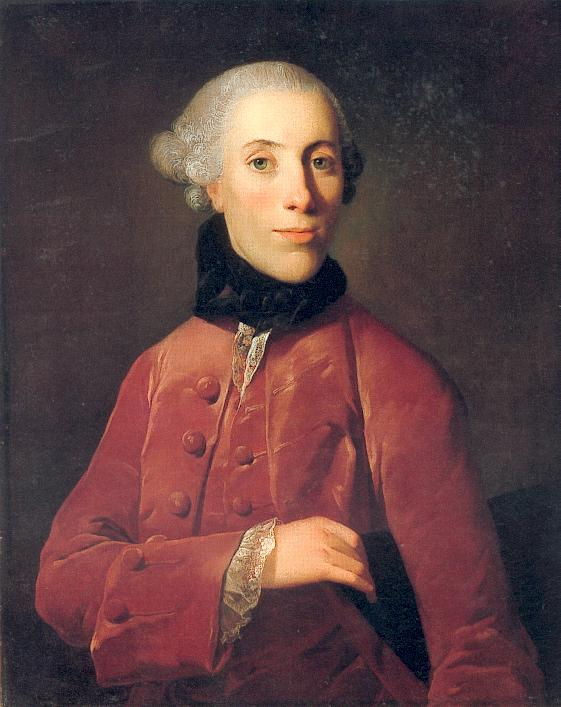
Єнс Єль. «Арон Якобсон», 1767 р.
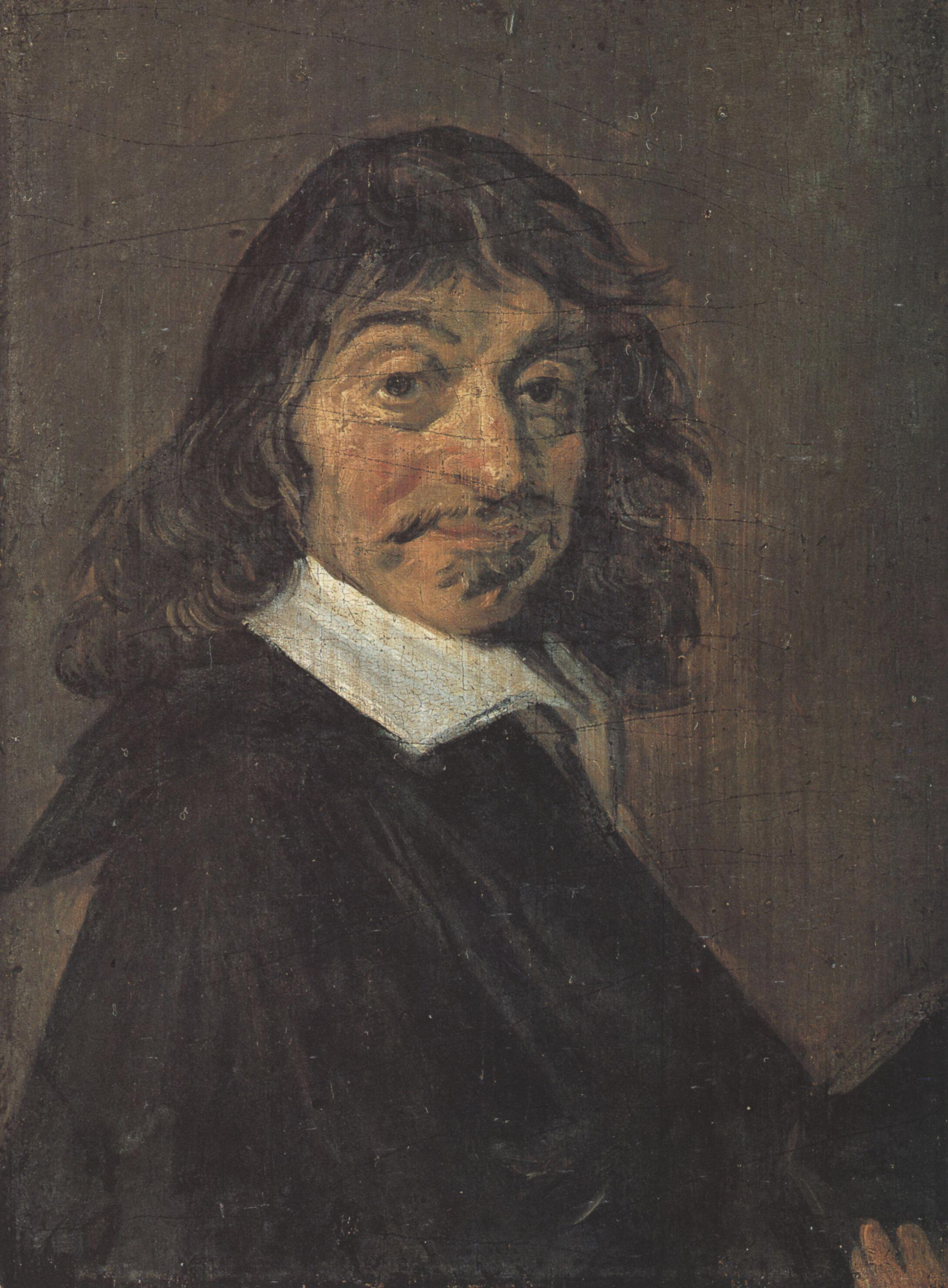
Франс Галс, «портрет Рене Декарта», (ескіз ?), до 1649 р.
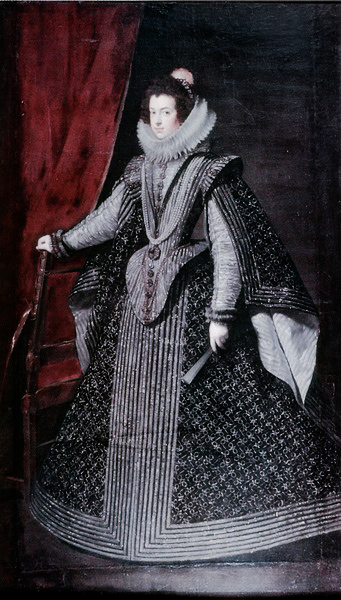
Дієго Веласкес. «Ісабель Бурбонська, бл. 1630 р.

## Зразки парадного портрету в збірці

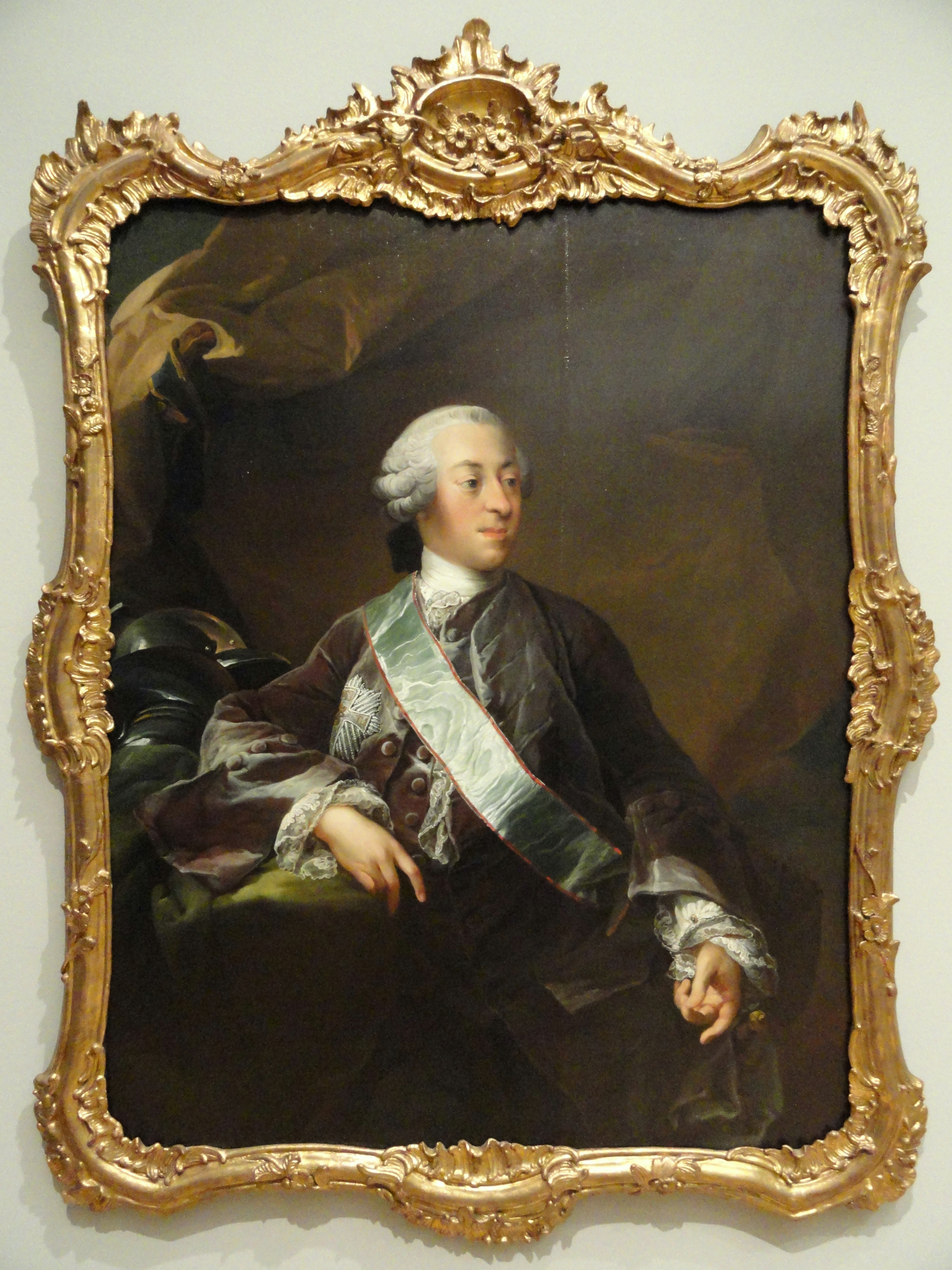
Карл Густав Піло. «Могенс Шеель фон Плессен», бл. 1745 р.

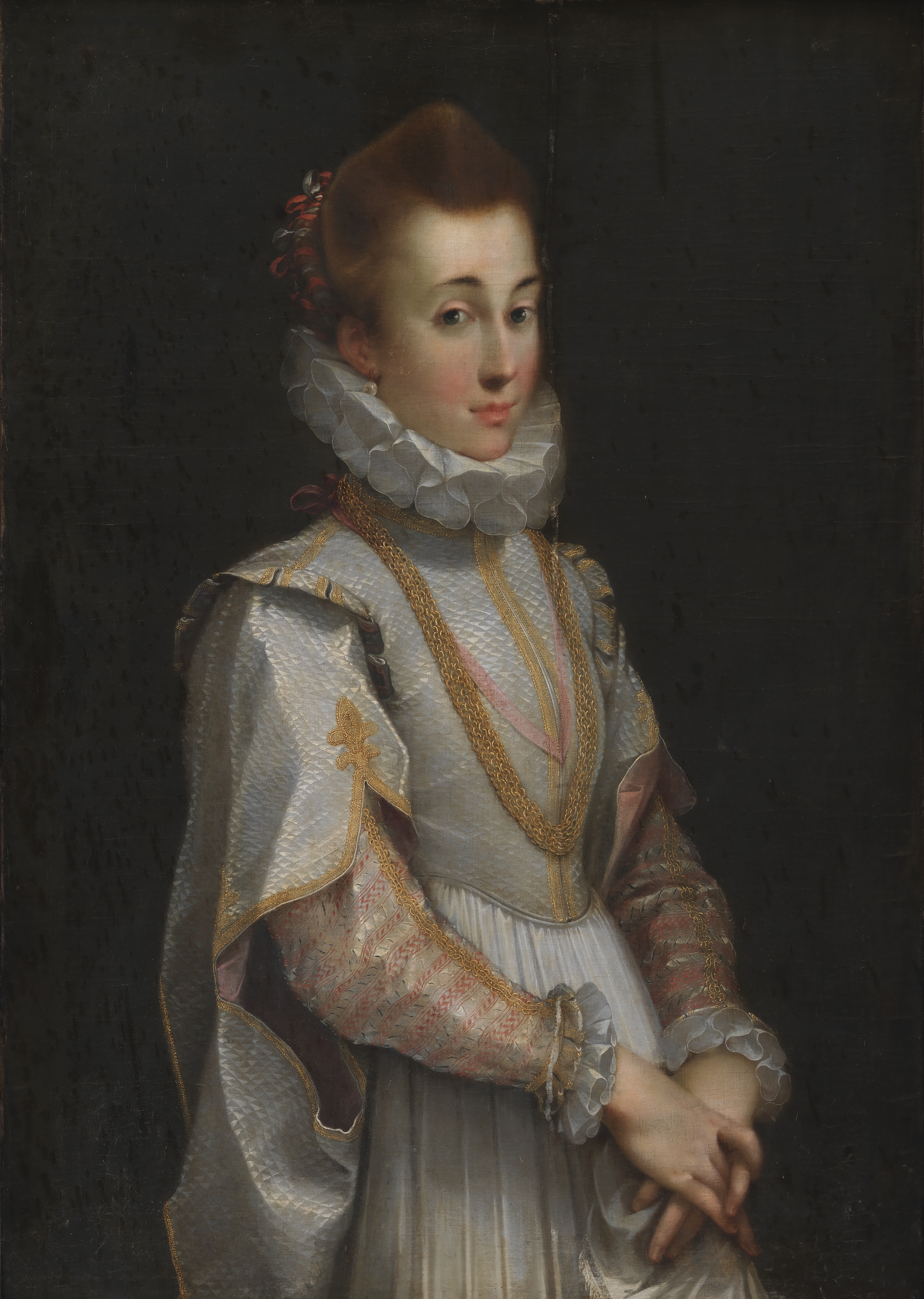
Федеріко Бароччі. «Портрет шляхетної пані», бл. 1600 р.
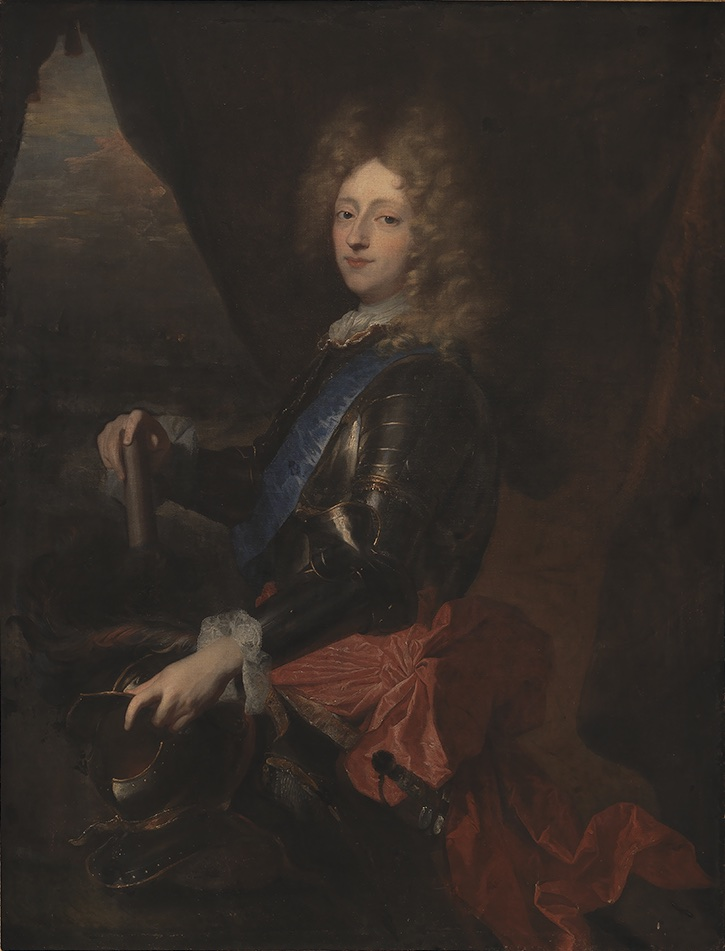
Гіацинт Ріго. «Портрет принца, майбутнього короля Фредеріка IV», 1693 р.
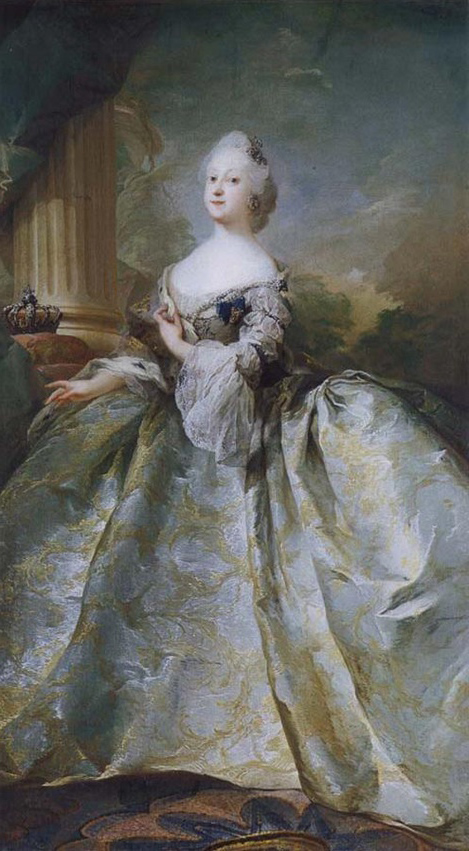
Карл Густав Піло. «Луїза, королева Данії і Норвегії», 1751 р.
Карл Густав Піло. «Король Данії і Норвегії Фредерік V»